# Gouvernement Fillon II
Ne doit pas être confondu avec Gouvernement Fillon I ou Gouvernement Fillon III.
Ve République
Gouvernement François Fillon I Gouvernement François Fillon III
Le gouvernement Fillon II est le gouvernement de la République française du 19 juin 2007 au 14 novembre 2010. Il est dirigé par le Premier ministre François Fillon, sous la présidence de Nicolas Sarkozy (2007-2012). C'est, à ce jour, le deuxième plus long gouvernement de la Ve République, derrière celui de Lionel Jospin. Il est formé après les élections législatives de juin 2007 qui voient la victoire de la coalition présidentielle.

## Nomination
Nicolas Sarkozy remporte l'élection présidentielle de mai 2007. Après son investiture, il nomme François Fillon Premier ministre.
Le 18 juin 2007, conformément à la tradition républicaine des lendemains d'élections législatives, le Premier ministre François Fillon remet la démission de son gouvernement au président de la République Nicolas Sarkozy, qui le nomme de nouveau Premier ministre. La composition du gouvernement est officialisée le lendemain et le gouvernement est remanié douze fois par la suite. 
Le président Sarkozy aurait fait fuiter dans la presse l'hypothèse de Bruno Le Maire et de François Baroin comme Premier ministre.

## Composition le19 juin 2007

### Ministre d’État
- Ministre d'État, ministre de l'Écologie, du Développement et de l'Aménagement durables : Jean-Louis Borloo (UMP-PRV)

### Ministres
- Ministre de l'Intérieur, de l'Outre-mer et des Collectivités territoriales : Michèle Alliot-Marie (UMP)
- Ministre des Affaires étrangères et européennes : Bernard Kouchner
- Ministre de l'Économie, des Finances et de l'Emploi : Christine Lagarde (UMP)
- Ministre de l'Immigration, de l'Intégration, de l'Identité nationale et du Codéveloppement : Brice Hortefeux (UMP)
- Garde des Sceaux, ministre de la Justice : Rachida Dati (UMP)
- Ministre de l'Agriculture et de la Pêche : Michel Barnier (UMP)
- Ministre du Travail, des Relations sociales et de la Solidarité : Xavier Bertrand (UMP)
- Ministre de l'Éducation nationale : Xavier Darcos (UMP)
- Ministre de l'Enseignement supérieur et de la Recherche : Valérie Pécresse (UMP)
- Ministre de la Défense : Hervé Morin (NC)
- Ministre de la Santé, de la Jeunesse et des Sports : Roselyne Bachelot (UMP)
- Ministre du Logement et de la Ville : Christine Boutin (UMP-FRS, PCD)
- Ministre de la Culture et de la Communication : Christine Albanel (proche de l'UMP)
- Ministre du Budget, des Comptes publics et de la Fonction publique : Éric Woerth (UMP).

### Secrétaires d’État
- Secrétaire d'État auprès du Premier ministre, chargé des Relations avec le Parlement : Roger Karoutchi (UMP)
- Secrétaire d'État auprès du ministre des Affaires étrangères et européennes, chargé des Affaires européennes : Jean-Pierre Jouyet
- Secrétaire d'État auprès du Premier ministre, Porte-parole du gouvernement : Laurent Wauquiez (UMP)
- Secrétaire d'État auprès du Premier ministre, chargé de la Prospective et de l'Évaluation des politiques publiques : Éric Besson
- Secrétaire d'État auprès du ministre du Travail, des Relations sociales et de la Solidarité, chargée de la Solidarité : Valérie Létard (NC)
- Secrétaire d'État auprès du ministre d'État, ministre de l'Écologie, du Développement et de l'Aménagement durables, chargé des Transports : Dominique Bussereau (UMP)
- Secrétaire d'État auprès du ministre d'État, ministre de l'Écologie, du Développement et de l'Aménagement durables, chargée de l'Écologie : Nathalie Kosciusko-Morizet (UMP)
- Secrétaire d'État auprès de la ministre de l'Intérieur, chargé de l'Outre-mer : Christian Estrosi (UMP)
- Secrétaire d'État auprès du ministre du Budget, chargé de la Fonction publique : André Santini (NC)
- Secrétaire d'État auprès du ministre des Affaires étrangères, chargé de la Coopération et de la Francophonie : Jean-Marie Bockel (LGM)
- Secrétaire d'État auprès de la ministre de l'Économie, des Finances et de l'Emploi, chargé des Entreprises et du Commerce extérieur : Hervé Novelli (UMP)
- Secrétaire d'État auprès de la ministre du Logement, chargée de la Politique de la ville : Fadela Amara
- Secrétaire d'État auprès du ministre de la Défense, chargé des Anciens Combattants : Alain Marleix (UMP)
- Secrétaire d'État auprès du ministre des Affaires étrangères, chargée des Affaires étrangères et des Droits de l'Homme : Rama Yade (UMP)
- Secrétaire d'État auprès de la ministre de l'Économie, des Finances et de l'Emploi, chargé de la Consommation et du Tourisme : Luc Chatel (UMP).

### Haut-commissaire
- Haut-commissaire aux solidarités actives contre la pauvreté auprès du Premier ministre : Martin Hirsch (ancien président d'Emmaüs France)[4],[2].

## Comparaison avec le précédent gouvernement François Fillon
Changement de ministre, à portefeuille identique :
- Le ministère d'État, ministère de l'Écologie, du Développement et de l'Aménagement durables, précédemment confié à Alain Juppé, est désormais à la charge Jean-Louis Borloo
- Le ministère de l'Économie, des Finances et de l'Emploi, précédemment confié à Jean-Louis Borloo, est désormais à la charge de Christine Lagarde
- Le ministère de l'Agriculture et de la Pêche, précédemment confié à Christine Lagarde, est désormais à la charge de Michel Barnier

Portefeuilles divisés :
- Le ministère de la Culture et de la Communication, porte-parolat du gouvernement (Christine Albanel) est scindé en deux : un ministère de la Culture et de la Communication (Christine Albanel) et un secrétariat d'État auprès du Premier ministre, porte-parolat du gouvernement (Laurent Wauquiez)

Secrétariats d'État créés :
- la Solidarité (Valérie Létard)
- l'Écologie (Nathalie Kosciusko-Morizet)
- l'Outre-mer (Christian Estrosi)
- la Fonction publique (André Santini)
- la Coopération et la Francophonie (Jean-Marie Bockel)
- les Entreprises et le Commerce extérieur (Hervé Novelli)
- la Politique de la ville (Fadela Amara)
- les Anciens combattants (Alain Marleix)
- les Affaires étrangères et les Droits de l'Homme (Rama Yade)
- la Consommation et le Tourisme (Luc Chatel)

## Relations avec le Parlement
Le 3 juillet 2007, lors de sa déclaration de politique générale, le Premier ministre obtient la confiance de l'Assemblée nationale par 321 voix pour, 224 contre et 5 abstentions.
| Position   | Groupe | Groupe | Groupe | Groupe | Non-inscrits | Total |
| Position   | GDR    | SRC    | NC     | UMP    | Non-inscrits | Total |
| ---------- | ------ | ------ | ------ | ------ | ------------ | ----- |
| Position   |        |        |        |        | Non-inscrits | Total |
| POUR       | 0      | 0      | 20     | 300    | 1            | 321   |
| CONTRE     | 23     | 200    | 0      | 1      | 0            | 224   |
| ABSTENTION | 0      | 0      | 0      | 0      | 5            | 5     |
| NON-VOTANT | 1      | 4      | 2      | 19     | 1            | 27    |

Par un autre vote de confiance, l’Assemblée nationale la déclaration du Gouvernement relative à la politique étrangère.
| Position   | Groupe | Groupe | Groupe | Groupe | Non-inscrits | Total |
| Position   | GDR    | SRC    | NC     | UMP    | Non-inscrits | Total |
| ---------- | ------ | ------ | ------ | ------ | ------------ | ----- |
| Position   |        |        |        |        | Non-inscrits | Total |
| POUR       | 0      | 0      | 23     | 307    | 0            | 330   |
| CONTRE     | 25     | 204    | 0      | 1      | 8            | 238   |
| ABSTENTION | 0      | 0      | 0      | 0      | 0            | 0     |
| NON-VOTANT | 0      | 0      | 0      | 9      | 0            | 9     |

Trois motions de censure sont déposés par les députés de l’opposition, les 3 avril 2008, 23 janvier 2009, 6 juillet 2009, les trois sont rejetées.
| Position               | Groupe | Groupe | Groupe | Groupe | Non-inscrits | Total |
| Position               | GDR    | SRC    | NC     | UMP    | Non-inscrits | Total |
| ---------------------- | ------ | ------ | ------ | ------ | ------------ | ----- |
| Position               |        |        |        |        | Non-inscrits | Total |
| POUR (8 avril 2008)    | 23     | 203    | 0      | 0      | 1            | 227   |
| POUR (27 janvier 2009) | 24     | 204    | 0      | 0      | 3            | 231   |
| POUR (8 juillet 2009)  | 24     | 199    | 0      | 0      | 2            | 225   |

Le 4 juillet 2007, le Premier ministre obtient la confiance du Sénat par 195 voix pour, 125 contre et 2 abstentions.
| Position   | Groupe | Groupe | Groupe | Groupe | Groupe | RASNAG | Total |
| Position   | CRCE   | SOC    | RDSE   | UC     | UMP    | RASNAG | Total |
| ---------- | ------ | ------ | ------ | ------ | ------ | ------ | ----- |
| Position   |        |        |        |        |        | RASNAG | Total |
| POUR       | 0      | 0      | 9      | 29     | 150    | 7      | 195   |
| CONTRE     | 23     | 95     | 7      | 0      | 0      | 0      | 125   |
| ABSTENTION | 0      | 0      | 1      | 1      | 0      | 0      | 2     |
| NON-VOTANT | 0      | 1      | 0      | 1      | 4      | 1      | 7     |

## Remaniements ou ajustements

### Ajustement du7 juillet 2007
Intitulé modifié :
- Alain Marleix, secrétaire d'État à la Défense, chargé des Anciens combattants (anciennement : secrétaire d'État chargé des Anciens combattants)[11].

### Ajustement du22 octobre 2007
Entrée au gouvernement :
- Bernard Laporte, secrétaire d'État chargé des Sports, auprès de la ministre de la Santé, de la Jeunesse et des Sports[12].

### Remaniement du18 mars 2008
Entrée au gouvernement :
- Christian Blanc, secrétaire d’État chargé du Développement de la région capitale, auprès du ministre d’État, ministre de l’Écologie, de l’Énergie, du Développement durable et de l’Aménagement du territoire ;
- Hubert Falco, secrétaire d’État chargé de l’Aménagement du territoire, auprès du ministre d’État, ministre de l’Écologie, de l’Énergie, du Développement durable et de l’Aménagement du territoire ;
- Anne-Marie Idrac, secrétaire d’État chargée du Commerce extérieur, auprès de la ministre de l’Économie, de l’Industrie et de l’Emploi ;
- Yves Jégo, secrétaire d’État chargé de l’Outre-mer, auprès de la ministre de l’Intérieur, de l’Outre-mer et des Collectivités territoriales, en remplacement de Christian Estrosi ;
- Alain Joyandet, secrétaire d’État chargé de la Coopération et de la Francophonie, auprès du ministre des Affaires étrangères et européennes ;
- Nadine Morano, secrétaire d’État chargée de la Famille, auprès du ministre du Travail, des Relations sociales, de la Famille et de la Solidarité.

Attribution modifiée :
- Laurent Wauquiez : secrétaire d’État chargé de l’Emploi, auprès de la ministre de l’Économie, de l’Industrie et de l’Emploi ;
- Luc Chatel : secrétaire d’État chargé de l’Industrie et de la Consommation, auprès de la ministre de l’Économie, de l’Industrie et de l’Emploi. Il exercera en outre les fonctions de porte-parole du Gouvernement (le poste de secrétaire d’État auprès du Premier ministre, Porte-parole du gouvernement disparaît donc) ;
- Éric Besson, secrétaire d’État chargé de la Prospective, de l’Évaluation des politiques publiques ; se voit confier, en sus, le Développement de l’économie numérique, auprès du Premier ministre ;
- Jean-Marie Bockel : secrétaire d’État à la Défense et aux Anciens Combattants, auprès du ministre de la Défense ;
- Alain Marleix : secrétaire d’État à l’Intérieur et aux Collectivités territoriales, auprès de la ministre de l’Intérieur, de l’Outre-mer et des Collectivités territoriales.

Intitulé modifié :
- Jean-Louis Borloo : ministre d’État, ministre de l’Écologie, de l’Énergie, du Développement durable et de l’Aménagement du territoire ;
- Christine Lagarde : ministre de l’Économie, de l’Industrie et de l’Emploi ;
- Brice Hortefeux : ministre de l’Immigration, de l’Intégration, de l’Identité nationale et du Développement solidaire ;
- Xavier Bertrand : ministre du Travail, des Relations sociales, de la Famille et de la Solidarité ;
- Roselyne Bachelot : ministre de la Santé, de la Jeunesse, des Sports et de la Vie associative ;
- Hervé Novelli : secrétaire d’État chargé du Commerce, de l’Artisanat, des Petites et Moyennes Entreprises, du Tourisme et des Services, auprès de la ministre de l’Économie, de l’Industrie et de l’Emploi ;
- Bernard Laporte : secrétaire d’État chargé des Sports, de la Jeunesse et de la Vie associative, auprès de la ministre de la Santé, de la Jeunesse, des Sports et de la Vie associative[13].

### Ajustement du5 décembre 2008
Entrée au gouvernement :
- Patrick Devedjian (UMP), ministre auprès du Premier ministre, chargé de la Mise en œuvre du plan de relance[14].

### Ajustement du13 décembre 2008
Entrée au gouvernement :
- Bruno Le Maire (UMP), secrétaire d'État auprès du ministre des Affaires étrangères et européennes, chargé des Affaires européennes (en remplacement de Jean-Pierre Jouyet, nommé à la tête de l'Autorité des marchés financiers)[15].

### Ajustement du12 janvier 2009
Attribution modifiée :
- Roselyne Bachelot, ministre de la Santé et des Sports ;
- Bernard Laporte, secrétaire d'État auprès de la ministre de la Santé et des Sports, chargé des Sports ;
- Martin Hirsch, haut-commissaire aux Solidarités actives contre la pauvreté et, en outre, haut-commissaire à la Jeunesse[16].

### Remaniement du15 janvier 2009
Attribution modifiée :
- Brice Hortefeux, ministre du Travail, des Relations sociales, de la Famille, de la Solidarité et de la Ville (en remplacement de Xavier Bertrand qui devient secrétaire général de l'UMP) ;
- Christine Boutin, ministre du Logement (le portefeuille de la Ville lui est retiré) ;
- Fadela Amara, secrétaire d'État chargée de la Politique de la ville passe sous la tutelle du ministre du Travail, des Relations sociales, de la Famille, de la Solidarité et de la Ville, Brice Hortefeux, et non plus sous celle de Christine Boutin ;
- Nathalie Kosciusko-Morizet, secrétaire d'État chargée de la Prospective et du Développement de l'économie numérique (en remplacement d'Éric Besson) ;
- Éric Besson, ministre de l'Immigration, de l'Intégration, de l'Identité nationale et du Développement solidaire (en remplacement de Brice Hortefeux)[17] ;

### Ajustement du21 janvier 2009
Entrée au gouvernement :
- Chantal Jouanno, secrétaire d'État auprès du ministre d’État, ministre de l’Écologie, de l’Énergie, du Développement durable et de l’Aménagement du territoire, chargée de l'Écologie[18].

### Remaniement du23 juin 2009
À la suite des élections européennes de 2009 et de la prise de parole du président de la République au congrès du Parlement du 22 juin 2009, un remaniement ministériel est opéré le 23 juin 2009,.
Attributions modifiées :
- Jean-Louis Borloo, ministre d'État, ministre de l'Écologie, de l'Énergie, du Développement durable et de la Mer, chargé des Technologies vertes et des Négociations sur le climat ;
- Michèle Alliot-Marie, ministre d'État, garde des Sceaux, ministre de la Justice et des Libertés ;
- Brice Hortefeux, ministre de l'Intérieur, de l'Outre-mer et des Collectivités territoriales ;
- Xavier Darcos, ministre du Travail, des Relations sociales, de la Famille, de la Solidarité et de la Ville ;
- Éric Woerth, ministre du Budget, des Comptes publics, de la Fonction publique et de la Réforme de l'État ;
- Luc Chatel, ministre de l'Éducation nationale, Porte-parole du Gouvernement ;
- Bruno Le Maire, ministre de l'Alimentation, de l'Agriculture et de la Pêche ;
- Valérie Létard, secrétaire d'État auprès du ministre d'État, ministre de l'Écologie, de l'Énergie, du Développement durable et de la Mer, chargée des Technologies vertes et des Négociations sur le climat ;
- Jean-Marie Bockel, secrétaire d’État à la Justice, auprès de la ministre d'État, garde des Sceaux, ministre de la Justice et des Libertés ;
- Hervé Novelli, secrétaire d'État chargé du Commerce, de l'Artisanat, des PME, du Tourisme, des Services et de la Consommation, auprès de la ministre de l'Économie, de l'Industrie et de l'Emploi, ;
- Rama Yade, secrétaire d’État chargée des Sports, auprès de la ministre de la Santé et des Sports ;
- Hubert Falco, secrétaire d’État à la Défense et aux Anciens combattants, auprès du ministre de la Défense ;
- Nadine Morano, secrétaire d’État chargée de la Famille et de la Solidarité, auprès du ministre du Travail, des Relations sociales, de la Famille, de la Solidarité et de la Ville ;
- Christian Blanc, secrétaire d’État chargé du Développement de la région capitale auprès du Premier ministre.

Entrent au gouvernement :
- Frédéric Mitterrand, ministre de la Culture et de la Communication (en remplacement de Christine Albanel, qui quitte le gouvernement) ;
- Michel Mercier (MoDem, en congé)[21], ministre de l'Espace rural et de l'Aménagement du territoire ;
- Henri de Raincourt (UMP), ministre auprès du Premier ministre, chargé des Relations avec le Parlement (en remplacement de Roger Karoutchi, qui quitte le gouvernement) ;
- Christian Estrosi (UMP), ministre auprès de la ministre de l’Économie, de l’Industrie et de l’Emploi, chargé de l’Industrie ;
- Pierre Lellouche (UMP), secrétaire d'État auprès du ministre des Affaires étrangères et européennes, chargé des Affaires européennes (en remplacement de Bruno Le Maire, qui change d'attribution) ;
- Nora Berra (UMP), secrétaire d’État chargée des Aînés, auprès du ministre du Travail, des Relations sociales, de la Famille, de la Solidarité et de la Ville ;
- Benoist Apparu (UMP), secrétaire d’État chargé du Logement et de l'Urbanisme, auprès du ministre d'État, ministre de l'Écologie, de l'Énergie, du Développement durable et de la Mer, chargé des Technologies vertes et des Négociations sur le climat ;
- Marie-Luce Penchard (UMP), secrétaire d’État chargée de l'Outre-mer, auprès du ministre de l'Intérieur, de l'Outre-mer et des Collectivités territoriales (en remplacement d'Yves Jégo, qui quitte le gouvernement).

Restent en fonction : Bernard Kouchner, Christine Lagarde, Patrick Devedjian, Valérie Pécresse, Hervé Morin, Roselyne Bachelot, Éric Besson, Laurent Wauquiez, Nathalie Kosciusko-Morizet, Dominique Bussereau, Fadela Amara, Alain Marleix, Anne-Marie Idrac, Alain Joyandet, Chantal Jouanno, Martin Hirsch.
Quittent leurs fonctions : Michel Barnier, Rachida Dati, Christine Albanel, Christine Boutin, Yves Jégo, Bernard Laporte, André Santini et Roger Karoutchi.

### Ajustement du6 novembre 2009
Attribution modifiée : 
- Marie-Luce Penchard (UMP), nommée ministre auprès du ministre de l'Intérieur, de l'Outre-mer et des Collectivités territoriales, chargée de l'Outre-mer[22].

### Remaniement du22 mars 2010
Change d'affectation :
- Éric Woerth (UMP), nommé ministre du Travail, de la Solidarité et de la Fonction publique (à la place de Xavier Darcos, qui quitte le gouvernement)

Entrent au gouvernement :
- Georges Tron (UMP), nommé secrétaire d'État auprès du ministre du Travail, de la Solidarité et de la Fonction publique, chargé de la Fonction publique (poste vacant depuis juin 2009).
- François Baroin (UMP), nommé ministre du Budget, des Comptes publics et de la Réforme de l'État (à la place d'Éric Woerth, qui change d'attribution).
- Marc-Philippe Daubresse (UMP), nommé ministre de la Jeunesse et des Solidarités actives[23]

Quittent le gouvernement : Xavier Darcos et Martin Hirsch.

### Remaniement du4 juillet 2010
À la suite de différentes affaires, deux secrétaires d'État présentent chacun leur démission, qui est acceptée, le 4 juillet 2010 :
- Alain Joyandet, secrétaire d'État chargé de la Coopération et de la Francophonie, démissionne. Bernard Kouchner, son ministre de tutelle, reprend alors le portefeuille de la Coopération et de la Francophonie.
- Christian Blanc, secrétaire d'État chargé du Développement de la région capitale, démissionne. Michel Mercier, ministre de l'Espace rural et de l'Aménagement du territoire, reprend alors ce portefeuille[25].

## Organisation fonctionnelle

### Organisation fonctionnelle du 19 juin au 7 juillet 2007
Premier ministre
- François Fillon, Premier ministre
- Roger Karoutchi, secrétaire d'État auprès du Premier ministre, chargé des Relations avec le Parlement
- Laurent Wauquiez, secrétaire d'État auprès du Premier ministre, porte-parole du Gouvernement
- Éric Besson, secrétaire d'État auprès du Premier ministre, chargé de la Prospective et de l'Évaluation des politiques publiques
- Martin Hirsch, haut-commissaire aux Solidarités actives contre la pauvreté, auprès du Premier ministre

Ministère de l'Écologie, du Développement et de l'Aménagement durables
- Jean-Louis Borloo, ministre d'État, ministre de l'Écologie, du Développement et de l'Aménagement durables
- Dominique Bussereau, secrétaire d'État auprès du ministre d'État, ministre de l'Écologie, du Développement et de l'Aménagement durables, chargé des Transports
- Nathalie Kosciusko-Morizet, secrétaire d'État auprès du ministre d'État, ministre de l'Écologie, du Développement et de l'Aménagement durables, chargée de l'Écologie

Ministère de l'Intérieur, de l'Outre-mer et des Collectivités territoriales
- Michèle Alliot-Marie, ministre de l'Intérieur, de l'Outre-mer et des Collectivités territoriales
- Christian Estrosi, secrétaire d'État auprès de la ministre de l'Intérieur, de l'Outre-mer et des Collectivités territoriales, chargé de l'Outre-mer

Ministère des Affaires étrangères et européennes
- Bernard Kouchner, ministre des Affaires étrangères et européennes
- Jean-Pierre Jouyet, secrétaire d'État auprès du ministre des Affaires étrangères et européennes, chargé des Affaires européennes
- Jean-Marie Bockel, secrétaire d'État auprès du ministre des Affaires étrangères et européennes, chargé de la Coopération et de la Francophonie
- Rama Yade, secrétaire d'État auprès du ministre des Affaires étrangères et européennes, chargée des Affaires étrangères et des Droits de l'homme

Ministère de l'Économie, des Finances et de l'Emploi
- Christine Lagarde, ministre de l'Économie, des Finances et de l'Emploi
- Hervé Novelli, secrétaire d'État auprès de la ministre de l'Économie, des Finances et de l'Emploi, chargé des Entreprises et du Commerce extérieur
- Luc Chatel, secrétaire d'État auprès de la ministre de l'Économie, des Finances et de l'Emploi, chargé de la Consommation et du Tourisme

Ministère de l'Immigration, de l'Intégration, de l'Identité nationale et du Codéveloppement
- Brice Hortefeux, ministre de l'Immigration, de l'Intégration, de l'Identité nationale et du Codéveloppement

Ministère de la Justice
- Rachida Dati, garde des Sceaux, ministre de la Justice

Ministère de l'Agriculture et de la Pêche
- Michel Barnier, ministre de l'Agriculture et de la Pêche

Ministère du Travail, des Relations sociales et de la Solidarité
- Xavier Bertrand, ministre du Travail, des Relations sociales et de la Solidarité
- Valérie Létard, secrétaire d'État auprès du ministre du Travail, des Relations sociales et de la Solidarité, chargée de la Solidarité

Ministère de l'Éducation nationale
- Xavier Darcos, ministre de l'Éducation nationale

Ministère de l'Enseignement supérieur et de la Recherche
- Valérie Pécresse, ministre de l'Enseignement supérieur et de la Recherche

Ministère de la Défense
- Hervé Morin, ministre de la Défense
- Alain Marleix, secrétaire d'État auprès du ministre de la Défense, chargé des Anciens combattants

Ministère de la Santé, de la Jeunesse et des Sports
- Roselyne Bachelot, ministre de la Santé, de la Jeunesse et des Sports

Ministère du Logement et de la Ville
- Christine Boutin, ministre du Logement et de la Ville
- Fadela Amara, secrétaire d'État auprès de la ministre du Logement et de la Ville, chargée de la Politique de la ville

Ministère de la Culture et de la Communication
- Christine Albanel, ministre de la Culture et de la Communication

Ministère du Budget, des Comptes publics et de la Fonction publique
- Éric Woerth, ministre du Budget, des Comptes publics et de la Fonction publique
- André Santini, secrétaire d'État auprès du ministre du Budget, des Comptes publics et de la Fonction publique, chargé de la Fonction publique

### Organisation fonctionnelle du 4 juillet au 22 octobre 2007
Premier ministre
- François Fillon, Premier ministre
- Roger Karoutchi, secrétaire d'État auprès du Premier ministre, chargé des Relations avec le Parlement
- Laurent Wauquiez, secrétaire d'État auprès du Premier ministre, porte-parole du Gouvernement
- Éric Besson, secrétaire d'État auprès du Premier ministre, chargé de la Prospective et de l'Évaluation des politiques publiques
- Martin Hirsch, haut-commissaire aux Solidarités actives contre la pauvreté, auprès du Premier ministre

Ministère de l'Écologie, du Développement et de l'Aménagement durables
- Jean-Louis Borloo, ministre d'État, ministre de l'Écologie, du Développement et de l'Aménagement durables
- Dominique Bussereau, secrétaire d'État auprès du ministre d'État, ministre de l'Écologie, du Développement et de l'Aménagement durables, chargé des Transports
- Nathalie Kosciusko-Morizet, secrétaire d'État auprès du ministre d'État, ministre de l'Écologie, du Développement et de l'Aménagement durables, chargée de l'Écologie

Ministère de l'Intérieur, de l'Outre-mer et des Collectivités territoriales
- Michèle Alliot-Marie, ministre de l'Intérieur, de l'Outre-mer et des Collectivités territoriales
- Christian Estrosi, secrétaire d'État auprès de la ministre de l'Intérieur, de l'Outre-mer et des Collectivités territoriales, chargé de l'Outre-mer

Ministère des Affaires étrangères et européennes
- Bernard Kouchner, ministre des Affaires étrangères et européennes
- Jean-Pierre Jouyet, secrétaire d'État auprès du ministre des Affaires étrangères et européennes, chargé des Affaires européennes
- Jean-Marie Bockel, secrétaire d'État auprès du ministre des Affaires étrangères et européennes, chargé de la Coopération et de la Francophonie
- Rama Yade, secrétaire d'État auprès du ministre des Affaires étrangères et européennes, chargée des Affaires étrangères et des Droits de l'homme

Ministère de l'Économie, des Finances et de l'Emploi
- Christine Lagarde, ministre de l'Économie, des Finances et de l'Emploi
- Hervé Novelli, secrétaire d'État auprès de la ministre de l'Économie, des Finances et de l'Emploi, chargé des Entreprises et du Commerce extérieur
- Luc Chatel, secrétaire d'État auprès de la ministre de l'Économie, des Finances et de l'Emploi, chargé de la Consommation et du Tourisme

Ministère de l'Immigration, de l'Intégration, de l'Identité nationale et du Codéveloppement
- Brice Hortefeux, ministre de l'Immigration, de l'Intégration, de l'Identité nationale et du Codéveloppement

Ministère de la Justice
- Rachida Dati, garde des Sceaux, ministre de la Justice

Ministère de l'Agriculture et de la Pêche
- Michel Barnier, ministre de l'Agriculture et de la Pêche

Ministère du Travail, des Relations sociales et de la Solidarité
- Xavier Bertrand, ministre du Travail, des Relations sociales et de la Solidarité
- Valérie Létard, secrétaire d'État auprès du ministre du Travail, des Relations sociales et de la Solidarité, chargée de la Solidarité

Ministère de l'Éducation nationale
- Xavier Darcos, ministre de l'Éducation nationale

Ministère de l'Enseignement supérieur et de la Recherche
- Valérie Pécresse, ministre de l'Enseignement supérieur et de la Recherche

Ministère de la Défense
- Hervé Morin, ministre de la Défense
- Alain Marleix, secrétaire d'État à la Défense, chargé des Anciens combattants, auprès du ministre de la Défense

Ministère de la Santé, de la Jeunesse et des Sports
- Roselyne Bachelot, ministre de la Santé, de la Jeunesse et des Sports

Ministère du Logement et de la Ville
- Christine Boutin, ministre du Logement et de la Ville
- Fadela Amara, secrétaire d'État auprès de la ministre du Logement et de la Ville, chargée de la Politique de la ville

Ministère de la Culture et de la Communication
- Christine Albanel, ministre de la Culture et de la Communication

Ministère du Budget, des Comptes publics et de la Fonction publique
- Éric Woerth, ministre du Budget, des Comptes publics et de la Fonction publique
- André Santini, secrétaire d'État auprès du ministre du Budget, des Comptes publics et de la Fonction publique, chargé de la Fonction publique

### Organisation fonctionnelle du 22 octobre 2007 au 18 mars 2008
Premier ministre
- François Fillon, Premier ministre
- Roger Karoutchi, secrétaire d'État auprès du Premier ministre, chargé des Relations avec le Parlement
- Laurent Wauquiez, secrétaire d'État auprès du Premier ministre, porte-parole du Gouvernement
- Éric Besson, secrétaire d'État auprès du Premier ministre, chargé de la Prospective et de l'Évaluation des politiques publiques
- Martin Hirsch, haut-commissaire aux Solidarités actives contre la pauvreté, auprès du Premier ministre

Ministère de l'Écologie, du Développement et de l'Aménagement durables
- Jean-Louis Borloo, ministre d'État, ministre de l'Écologie, du Développement et de l'Aménagement durables
- Dominique Bussereau, secrétaire d'État auprès du ministre d'État, ministre de l'Écologie, du Développement et de l'Aménagement durables, chargé des Transports
- Nathalie Kosciusko-Morizet, secrétaire d'État auprès du ministre d'État, ministre de l'Écologie, du Développement et de l'Aménagement durables, chargée de l'Écologie

Ministère de l'Intérieur, de l'Outre-mer et des Collectivités territoriales
- Michèle Alliot-Marie, ministre de l'Intérieur, de l'Outre-mer et des Collectivités territoriales
- Christian Estrosi, secrétaire d'État auprès de la ministre de l'Intérieur, de l'Outre-mer et des Collectivités territoriales, chargé de l'Outre-mer

Ministère des Affaires étrangères et européennes
- Bernard Kouchner, ministre des Affaires étrangères et européennes
- Jean-Pierre Jouyet, secrétaire d'État auprès du ministre des Affaires étrangères et européennes, chargé des Affaires européennes
- Jean-Marie Bockel, secrétaire d'État auprès du ministre des Affaires étrangères et européennes, chargé de la Coopération et de la Francophonie
- Rama Yade, secrétaire d'État auprès du ministre des Affaires étrangères et européennes, chargée des Affaires étrangères et des Droits de l'homme

Ministère de l'Économie, des Finances et de l'Emploi
- Christine Lagarde, ministre de l'Économie, des Finances et de l'Emploi
- Hervé Novelli, secrétaire d'État auprès de la ministre de l'Économie, des Finances et de l'Emploi, chargé des Entreprises et du Commerce extérieur
- Luc Chatel, secrétaire d'État auprès de la ministre de l'Économie, des Finances et de l'Emploi, chargé de la Consommation et du Tourisme

Ministère de l'Immigration, de l'Intégration, de l'Identité nationale et du Codéveloppement
- Brice Hortefeux, ministre de l'Immigration, de l'Intégration, de l'Identité nationale et du Codéveloppement

Ministère de la Justice
- Rachida Dati, garde des Sceaux, ministre de la Justice

Ministère de l'Agriculture et de la Pêche
- Michel Barnier, ministre de l'Agriculture et de la Pêche

Ministère du Travail, des Relations sociales et de la Solidarité
- Xavier Bertrand, ministre du Travail, des Relations sociales et de la Solidarité
- Valérie Létard, secrétaire d'État auprès du ministre du Travail, des Relations sociales et de la Solidarité, chargée de la Solidarité

Ministère de l'Éducation nationale
- Xavier Darcos, ministre de l'Éducation nationale

Ministère de l'Enseignement supérieur et de la Recherche
- Valérie Pécresse, ministre de l'Enseignement supérieur et de la Recherche

Ministère de la Défense
- Hervé Morin, ministre de la Défense
- Alain Marleix, secrétaire d'État à la Défense, chargé des Anciens combattants, auprès du ministre de la Défense

Ministère de la Santé, de la Jeunesse et des Sports
- Roselyne Bachelot, ministre de la Santé, de la Jeunesse et des Sports
- Bernard Laporte, secrétaire d'État auprès de la ministre de la Santé, de la Jeunesse et des Sports, chargé des Sports

Ministère du Logement et de la Ville
- Christine Boutin, ministre du Logement et de la Ville
- Fadela Amara, secrétaire d'État auprès de la ministre du Logement et de la Ville, chargée de la Politique de la ville

Ministère de la Culture et de la Communication
- Christine Albanel, ministre de la Culture et de la Communication

Ministère du Budget, des Comptes publics et de la Fonction publique
- Éric Woerth, ministre du Budget, des Comptes publics et de la Fonction publique
- André Santini, secrétaire d'État auprès du ministre du Budget, des Comptes publics et de la Fonction publique, chargé de la Fonction publique

### Organisation fonctionnelle du 18 mars au 5 décembre 2008
Premier ministre
- François Fillon, Premier ministre
- Roger Karoutchi, secrétaire d'État auprès du Premier ministre, chargé des Relations avec le Parlement
- Éric Besson, secrétaire d'État auprès du Premier ministre, chargé de la Prospective, de l'Évaluation des politiques publiques et du Développement de l'économie numérique
- Martin Hirsch, haut-commissaire aux Solidarités actives contre la pauvreté, auprès du Premier ministre

Ministère de l'Écologie, de l'Énergie, du Développement durable et de l'Aménagement du territoire
- Jean-Louis Borloo, ministre d'État, ministre de l'Écologie, de l'Énergie, du Développement durable et de l'Aménagement du territoire
- Dominique Bussereau, secrétaire d'État auprès du ministre d'État, ministre de l'Écologie, de l'Énergie, du Développement durable et de l'Aménagement du territoire, chargé des Transports
- Nathalie Kosciusko-Morizet, secrétaire d'État auprès du ministre d'État, ministre de l'Écologie, de l'Énergie, du Développement durable et de l'Aménagement du territoire, chargée de l'Écologie
- Christian Blanc, secrétaire d'État auprès du ministre d'État, ministre de l'Écologie, de l'Énergie, du Développement durable et de l'Aménagement du territoire, chargé du Développement de la région capitale
- Hubert Falco, secrétaire d'État auprès du ministre d'État, ministre de l'Écologie, de l'Énergie, du Développement durable et de l'Aménagement du territoire, chargé de l'Aménagement du territoire

Ministère de l'Intérieur, de l'Outre-mer et des Collectivités territoriales
- Michèle Alliot-Marie, ministre de l'Intérieur, de l'Outre-mer et des Collectivités territoriales
- Yves Jégo, secrétaire d'État auprès de la ministre de l'Intérieur, de l'Outre-mer et des Collectivités territoriales, chargé de l'Outre-mer
- Alain Marleix, secrétaire d'État à l'Intérieur et aux Collectivités territoriales, auprès de la ministre de l'Intérieur, de l'Outre-mer et des Collectivités territoriales

Ministère des Affaires étrangères et européennes
- Bernard Kouchner, ministre des Affaires étrangères et européennes
- Jean-Pierre Jouyet, secrétaire d'État auprès du ministre des Affaires étrangères et européennes, chargé des Affaires européennes
- Rama Yade, secrétaire d'État auprès du ministre des Affaires étrangères et européennes, chargée des Affaires étrangères et des Droits de l'homme
- Alain Joyandet, secrétaire d'État auprès du ministre des Affaires étrangères et européennes, chargé de la Coopération et de la Francophonie

Ministère de l'Économie, de l'Industrie et de l'Emploi
- Christine Lagarde, ministre de l'Économie, de l'Industrie et de l'Emploi
- Hervé Novelli, secrétaire d'État auprès de la ministre de l'Économie, de l'Industrie et de l'Emploi, chargé du Commerce, de l'Artisanat, des Petites et Moyennes Entreprises, du Tourisme et des Services
- Luc Chatel, secrétaire d'État auprès de la ministre de l'Économie, de l'Industrie et de l'Emploi, chargé de l'Industrie et de la Consommation, porte-parole du Gouvernement
- Laurent Wauquiez, secrétaire d'État auprès de la ministre de l'Économie, de l'Industrie et de l'Emploi, chargé de l'Emploi
- Anne-Marie Idrac, secrétaire d'État auprès de la ministre de l'Économie, de l'Industrie et de l'Emploi, chargée du Commerce extérieur

Ministère de l'Immigration, de l'Intégration, de l'Identité nationale et du Développement solidaire
- Brice Hortefeux, ministre de l'Immigration, de l'Intégration, de l'Identité nationale et du Développement solidaire

Ministère de la Justice
- Rachida Dati, garde des Sceaux, ministre de la Justice

Ministère de l'Agriculture et de la Pêche
- Michel Barnier, ministre de l'Agriculture et de la Pêche

Ministère du Travail, des Relations sociales, de la Famille et de la Solidarité
- Xavier Bertrand, ministre du Travail, des Relations sociales, de la Famille et de la Solidarité
- Valérie Létard, secrétaire d'État auprès du ministre du Travail, des Relations sociales, de la Famille et de la Solidarité, chargée de la Solidarité
- Nadine Morano, secrétaire d'État auprès du ministre du Travail, des Relations sociales, de la Famille et de la Solidarité, chargée de la Famille

Ministère de l'Éducation nationale
- Xavier Darcos, ministre de l'Éducation nationale

Ministère de l'Enseignement supérieur et de la Recherche
- Valérie Pécresse, ministre de l'Enseignement supérieur et de la Recherche

Ministère de la Défense
- Hervé Morin, ministre de la Défense
- Jean-Marie Bockel, secrétaire d'État à la Défense, chargé des Anciens combattants, auprès du ministre de la Défense

Ministère de la Santé, de la Jeunesse, des Sports et de la Vie associative
- Roselyne Bachelot, ministre de la Santé, de la Jeunesse, des Sports et de la Vie associative
- Bernard Laporte, secrétaire d'État auprès de la ministre de la Santé, de la Jeunesse, des Sports et de la Vie associative, chargé des Sports, de la Jeunesse et de la Vie associative

Ministère du Logement et de la Ville
- Christine Boutin, ministre du Logement et de la Ville
- Fadela Amara, secrétaire d'État auprès de la ministre du Logement et de la Ville, chargée de la Politique de la ville

Ministère de la Culture et de la Communication
- Christine Albanel, ministre de la Culture et de la Communication

Ministère du Budget, des Comptes publics et de la Fonction publique
- Éric Woerth, ministre du Budget, des Comptes publics et de la Fonction publique
- André Santini, secrétaire d'État auprès du ministre du Budget, des Comptes publics et de la Fonction publique, chargé de la Fonction publique

### Organisation fonctionnelle du 5 au 12 décembre 2008
Premier ministre
- François Fillon, Premier ministre
- Patrick Devedjian, ministre auprès du Premier ministre, chargé de la Mise en œuvre du plan de relance
- Roger Karoutchi, secrétaire d'État auprès du Premier ministre, chargé des Relations avec le Parlement
- Éric Besson, secrétaire d'État auprès du Premier ministre, chargé de la Prospective, de l'Évaluation des politiques publiques et du Développement de l'économie numérique
- Martin Hirsch, haut-commissaire aux Solidarités actives contre la pauvreté, auprès du Premier ministre

Ministère de l'Écologie, de l'Énergie, du Développement durable et de l'Aménagement du territoire
- Jean-Louis Borloo, ministre d'État, ministre de l'Écologie, de l'Énergie, du Développement durable et de l'Aménagement du territoire
- Dominique Bussereau, secrétaire d'État auprès du ministre d'État, ministre de l'Écologie, de l'Énergie, du Développement durable et de l'Aménagement du territoire, chargé des Transports
- Nathalie Kosciusko-Morizet, secrétaire d'État auprès du ministre d'État, ministre de l'Écologie, de l'Énergie, du Développement durable et de l'Aménagement du territoire, chargée de l'Écologie
- Christian Blanc, secrétaire d'État auprès du ministre d'État, ministre de l'Écologie, de l'Énergie, du Développement durable et de l'Aménagement du territoire, chargé du Développement de la région capitale
- Hubert Falco, secrétaire d'État auprès du ministre d'État, ministre de l'Écologie, de l'Énergie, du Développement durable et de l'Aménagement du territoire, chargé de l'Aménagement du territoire

Ministère de l'Intérieur, de l'Outre-mer et des Collectivités territoriales
- Michèle Alliot-Marie, ministre de l'Intérieur, de l'Outre-mer et des Collectivités territoriales
- Yves Jégo, secrétaire d'État auprès de la ministre de l'Intérieur, de l'Outre-mer et des Collectivités territoriales, chargé de l'Outre-mer
- Alain Marleix, secrétaire d'État à l'Intérieur et aux Collectivités territoriales, auprès de la ministre de l'Intérieur, de l'Outre-mer et des Collectivités territoriales

Ministère des Affaires étrangères et européennes
- Bernard Kouchner, ministre des Affaires étrangères et européennes
- Jean-Pierre Jouyet, secrétaire d'État auprès du ministre des Affaires étrangères et européennes, chargé des Affaires européennes
- Rama Yade, secrétaire d'État auprès du ministre des Affaires étrangères et européennes, chargée des Affaires étrangères et des Droits de l'homme
- Alain Joyandet, secrétaire d'État auprès du ministre des Affaires étrangères et européennes, chargé de la Coopération et de la Francophonie

Ministère de l'Économie, de l'Industrie et de l'Emploi
- Christine Lagarde, ministre de l'Économie, de l'Industrie et de l'Emploi
- Hervé Novelli, secrétaire d'État auprès de la ministre de l'Économie, de l'Industrie et de l'Emploi, chargé du Commerce, de l'Artisanat, des Petites et Moyennes Entreprises, du Tourisme et des Services
- Luc Chatel, secrétaire d'État auprès de la ministre de l'Économie, de l'Industrie et de l'Emploi, chargé de l'Industrie et de la Consommation, porte-parole du Gouvernement
- Laurent Wauquiez, secrétaire d'État auprès de la ministre de l'Économie, de l'Industrie et de l'Emploi, chargé de l'Emploi
- Anne-Marie Idrac, secrétaire d'État auprès de la ministre de l'Économie, de l'Industrie et de l'Emploi, chargée du Commerce extérieur

Ministère de l'Immigration, de l'Intégration, de l'Identité nationale et du Développement solidaire
- Brice Hortefeux, ministre de l'Immigration, de l'Intégration, de l'Identité nationale et du Développement solidaire

Ministère de la Justice
- Rachida Dati, garde des Sceaux, ministre de la Justice

Ministère de l'Agriculture et de la Pêche
- Michel Barnier, ministre de l'Agriculture et de la Pêche

Ministère du Travail, des Relations sociales, de la Famille et de la Solidarité
- Xavier Bertrand, ministre du Travail, des Relations sociales, de la Famille et de la Solidarité
- Valérie Létard, secrétaire d'État auprès du ministre du Travail, des Relations sociales, de la Famille et de la Solidarité, chargée de la Solidarité
- Nadine Morano, secrétaire d'État auprès du ministre du Travail, des Relations sociales, de la Famille et de la Solidarité, chargée de la Famille

Ministère de l'Éducation nationale
- Xavier Darcos, ministre de l'Éducation nationale

Ministère de l'Enseignement supérieur et de la Recherche
- Valérie Pécresse, ministre de l'Enseignement supérieur et de la Recherche

Ministère de la Défense
- Hervé Morin, ministre de la Défense
- Jean-Marie Bockel, secrétaire d'État à la Défense, chargé des Anciens combattants, auprès du ministre de la Défense

Ministère de la Santé, de la Jeunesse, des Sports et de la Vie associative
- Roselyne Bachelot, ministre de la Santé, de la Jeunesse, des Sports et de la Vie associative
- Bernard Laporte, secrétaire d'État auprès de la ministre de la Santé, de la Jeunesse, des Sports et de la Vie associative, chargé des Sports, de la Jeunesse et de la Vie associative

Ministère du Logement et de la Ville
- Christine Boutin, ministre du Logement et de la Ville
- Fadela Amara, secrétaire d'État auprès de la ministre du Logement et de la Ville, chargée de la Politique de la ville

Ministère de la Culture et de la Communication
- Christine Albanel, ministre de la Culture et de la Communication

Ministère du Budget, des Comptes publics et de la Fonction publique
- Éric Woerth, ministre du Budget, des Comptes publics et de la Fonction publique
- André Santini, secrétaire d'État auprès du ministre du Budget, des Comptes publics et de la Fonction publique, chargé de la Fonction publique

### Organisation fonctionnelle du 12 décembre 2008 au 12 janvier 2009
Premier ministre
- François Fillon, Premier ministre
- Patrick Devedjian, ministre auprès du Premier ministre, chargé de la Mise en œuvre du plan de relance
- Roger Karoutchi, secrétaire d'État auprès du Premier ministre, chargé des Relations avec le Parlement
- Éric Besson, secrétaire d'État auprès du Premier ministre, chargé de la Prospective, de l'Évaluation des politiques publiques et du Développement de l'économie numérique
- Martin Hirsch, haut-commissaire aux Solidarités actives contre la pauvreté, auprès du Premier ministre

Ministère de l'Écologie, de l'Énergie, du Développement durable et de l'Aménagement du territoire
- Jean-Louis Borloo, ministre d'État, ministre de l'Écologie, de l'Énergie, du Développement durable et de l'Aménagement du territoire
- Dominique Bussereau, secrétaire d'État auprès du ministre d'État, ministre de l'Écologie, de l'Énergie, du Développement durable et de l'Aménagement du territoire, chargé des Transports
- Nathalie Kosciusko-Morizet, secrétaire d'État auprès du ministre d'État, ministre de l'Écologie, de l'Énergie, du Développement durable et de l'Aménagement du territoire, chargée de l'Écologie
- Christian Blanc, secrétaire d'État auprès du ministre d'État, ministre de l'Écologie, de l'Énergie, du Développement durable et de l'Aménagement du territoire, chargé du Développement de la région capitale
- Hubert Falco, secrétaire d'État auprès du ministre d'État, ministre de l'Écologie, de l'Énergie, du Développement durable et de l'Aménagement du territoire, chargé de l'Aménagement du territoire

Ministère de l'Intérieur, de l'Outre-mer et des Collectivités territoriales
- Michèle Alliot-Marie, ministre de l'Intérieur, de l'Outre-mer et des Collectivités territoriales
- Yves Jégo, secrétaire d'État auprès de la ministre de l'Intérieur, de l'Outre-mer et des Collectivités territoriales, chargé de l'Outre-mer
- Alain Marleix, secrétaire d'État à l'Intérieur et aux Collectivités territoriales, auprès de la ministre de l'Intérieur, de l'Outre-mer et des Collectivités territoriales

Ministère des Affaires étrangères et européennes
- Bernard Kouchner, ministre des Affaires étrangères et européennes
- Bruno Le Maire, secrétaire d'État auprès du ministre des Affaires étrangères et européennes, chargé des Affaires européennes
- Rama Yade, secrétaire d'État auprès du ministre des Affaires étrangères et européennes, chargée des Affaires étrangères et des Droits de l'homme
- Alain Joyandet, secrétaire d'État auprès du ministre des Affaires étrangères et européennes, chargé de la Coopération et de la Francophonie

Ministère de l'Économie, de l'Industrie et de l'Emploi
- Christine Lagarde, ministre de l'Économie, de l'Industrie et de l'Emploi
- Hervé Novelli, secrétaire d'État auprès de la ministre de l'Économie, de l'Industrie et de l'Emploi, chargé du Commerce, de l'Artisanat, des Petites et Moyennes Entreprises, du Tourisme et des Services
- Luc Chatel, secrétaire d'État auprès de la ministre de l'Économie, de l'Industrie et de l'Emploi, chargé de l'Industrie et de la Consommation, porte-parole du Gouvernement
- Laurent Wauquiez, secrétaire d'État auprès de la ministre de l'Économie, de l'Industrie et de l'Emploi, chargé de l'Emploi
- Anne-Marie Idrac, secrétaire d'État auprès de la ministre de l'Économie, de l'Industrie et de l'Emploi, chargée du Commerce extérieur

Ministère de l'Immigration, de l'Intégration, de l'Identité nationale et du Développement solidaire
- Brice Hortefeux, ministre de l'Immigration, de l'Intégration, de l'Identité nationale et du Développement solidaire

Ministère de la Justice
- Rachida Dati, garde des Sceaux, ministre de la Justice

Ministère de l'Agriculture et de la Pêche
- Michel Barnier, ministre de l'Agriculture et de la Pêche

Ministère du Travail, des Relations sociales, de la Famille et de la Solidarité
- Xavier Bertrand, ministre du Travail, des Relations sociales, de la Famille et de la Solidarité
- Valérie Létard, secrétaire d'État auprès du ministre du Travail, des Relations sociales, de la Famille et de la Solidarité, chargée de la Solidarité
- Nadine Morano, secrétaire d'État auprès du ministre du Travail, des Relations sociales, de la Famille et de la Solidarité, chargée de la Famille

Ministère de l'Éducation nationale
- Xavier Darcos, ministre de l'Éducation nationale

Ministère de l'Enseignement supérieur et de la Recherche
- Valérie Pécresse, ministre de l'Enseignement supérieur et de la Recherche

Ministère de la Défense
- Hervé Morin, ministre de la Défense
- Jean-Marie Bockel, secrétaire d'État à la Défense, chargé des Anciens combattants, auprès du ministre de la Défense

Ministère de la Santé, de la Jeunesse, des Sports et de la Vie associative
- Roselyne Bachelot, ministre de la Santé, de la Jeunesse, des Sports et de la Vie associative
- Bernard Laporte, secrétaire d'État auprès de la ministre de la Santé, de la Jeunesse, des Sports et de la Vie associative, chargé des Sports, de la Jeunesse et de la Vie associative

Ministère du Logement et de la Ville
- Christine Boutin, ministre du Logement et de la Ville
- Fadela Amara, secrétaire d'État auprès de la ministre du Logement et de la Ville, chargée de la Politique de la ville

Ministère de la Culture et de la Communication
- Christine Albanel, ministre de la Culture et de la Communication

Ministère du Budget, des Comptes publics et de la Fonction publique
- Éric Woerth, ministre du Budget, des Comptes publics et de la Fonction publique
- André Santini, secrétaire d'État auprès du ministre du Budget, des Comptes publics et de la Fonction publique, chargé de la Fonction publique

### Organisation fonctionnelle du 12 au 15 janvier 2009
Premier ministre
- François Fillon, Premier ministre
- Patrick Devedjian, ministre auprès du Premier ministre, chargé de la Mise en œuvre du plan de relance
- Roger Karoutchi, secrétaire d'État auprès du Premier ministre, chargé des Relations avec le Parlement
- Éric Besson, secrétaire d'État auprès du Premier ministre, chargé de la Prospective, de l'Évaluation des politiques publiques et du Développement de l'économie numérique
- Martin Hirsch, haut-commissaire aux Solidarités actives contre la pauvreté, haut-commissaire à la Jeunesse, auprès du Premier ministre

Ministère de l'Écologie, de l'Énergie, du Développement durable et de l'Aménagement du territoire
- Jean-Louis Borloo, ministre d'État, ministre de l'Écologie, de l'Énergie, du Développement durable et de l'Aménagement du territoire
- Dominique Bussereau, secrétaire d'État auprès du ministre d'État, ministre de l'Écologie, de l'Énergie, du Développement durable et de l'Aménagement du territoire, chargé des Transports
- Nathalie Kosciusko-Morizet, secrétaire d'État auprès du ministre d'État, ministre de l'Écologie, de l'Énergie, du Développement durable et de l'Aménagement du territoire, chargée de l'Écologie
- Christian Blanc, secrétaire d'État auprès du ministre d'État, ministre de l'Écologie, de l'Énergie, du Développement durable et de l'Aménagement du territoire, chargé du Développement de la région capitale
- Hubert Falco, secrétaire d'État auprès du ministre d'État, ministre de l'Écologie, de l'Énergie, du Développement durable et de l'Aménagement du territoire, chargé de l'Aménagement du territoire

Ministère de l'Intérieur, de l'Outre-mer et des Collectivités territoriales
- Michèle Alliot-Marie, ministre de l'Intérieur, de l'Outre-mer et des Collectivités territoriales
- Yves Jégo, secrétaire d'État auprès de la ministre de l'Intérieur, de l'Outre-mer et des Collectivités territoriales, chargé de l'Outre-mer
- Alain Marleix, secrétaire d'État à l'Intérieur et aux Collectivités territoriales, auprès de la ministre de l'Intérieur, de l'Outre-mer et des Collectivités territoriales

Ministère des Affaires étrangères et européennes
- Bernard Kouchner, ministre des Affaires étrangères et européennes
- Bruno Le Maire, secrétaire d'État auprès du ministre des Affaires étrangères et européennes, chargé des Affaires européennes
- Rama Yade, secrétaire d'État auprès du ministre des Affaires étrangères et européennes, chargée des Affaires étrangères et des Droits de l'homme
- Alain Joyandet, secrétaire d'État auprès du ministre des Affaires étrangères et européennes, chargé de la Coopération et de la Francophonie

Ministère de l'Économie, de l'Industrie et de l'Emploi
- Christine Lagarde, ministre de l'Économie, de l'Industrie et de l'Emploi
- Hervé Novelli, secrétaire d'État auprès de la ministre de l'Économie, de l'Industrie et de l'Emploi, chargé du Commerce, de l'Artisanat, des Petites et Moyennes Entreprises, du Tourisme et des Services
- Luc Chatel, secrétaire d'État auprès de la ministre de l'Économie, de l'Industrie et de l'Emploi, chargé de l'Industrie et de la Consommation, porte-parole du Gouvernement
- Laurent Wauquiez, secrétaire d'État auprès de la ministre de l'Économie, de l'Industrie et de l'Emploi, chargé de l'Emploi
- Anne-Marie Idrac, secrétaire d'État auprès de la ministre de l'Économie, de l'Industrie et de l'Emploi, chargée du Commerce extérieur

Ministère de l'Immigration, de l'Intégration, de l'Identité nationale et du Développement solidaire
- Brice Hortefeux, ministre de l'Immigration, de l'Intégration, de l'Identité nationale et du Développement solidaire

Ministère de la Justice
- Rachida Dati, garde des Sceaux, ministre de la Justice

Ministère de l'Agriculture et de la Pêche
- Michel Barnier, ministre de l'Agriculture et de la Pêche

Ministère du Travail, des Relations sociales, de la Famille et de la Solidarité
- Xavier Bertrand, ministre du Travail, des Relations sociales, de la Famille et de la Solidarité
- Valérie Létard, secrétaire d'État auprès du ministre du Travail, des Relations sociales, de la Famille et de la Solidarité, chargée de la Solidarité
- Nadine Morano, secrétaire d'État auprès du ministre du Travail, des Relations sociales, de la Famille et de la Solidarité, chargée de la Famille

Ministère de l'Éducation nationale
- Xavier Darcos, ministre de l'Éducation nationale

Ministère de l'Enseignement supérieur et de la Recherche
- Valérie Pécresse, ministre de l'Enseignement supérieur et de la Recherche

Ministère de la Défense
- Hervé Morin, ministre de la Défense
- Jean-Marie Bockel, secrétaire d'État à la Défense, chargé des Anciens combattants, auprès du ministre de la Défense

Ministère de la Santé et des Sports
- Roselyne Bachelot, ministre de la Santé et des Sports
- Bernard Laporte, secrétaire d'État auprès de la ministre de la Santé et des Sports, chargé des Sports

Ministère du Logement et de la Ville
- Christine Boutin, ministre du Logement et de la Ville
- Fadela Amara, secrétaire d'État auprès de la ministre du Logement et de la Ville, chargée de la Politique de la ville

Ministère de la Culture et de la Communication
- Christine Albanel, ministre de la Culture et de la Communication

Ministère du Budget, des Comptes publics et de la Fonction publique
- Éric Woerth, ministre du Budget, des Comptes publics et de la Fonction publique
- André Santini, secrétaire d'État auprès du ministre du Budget, des Comptes publics et de la Fonction publique, chargé de la Fonction publique

### Organisation fonctionnelle du 15 au 21 janvier 2009
Premier ministre
- François Fillon, Premier ministre
- Patrick Devedjian, ministre auprès du Premier ministre, chargé de la Mise en œuvre du plan de relance
- Roger Karoutchi, secrétaire d'État auprès du Premier ministre, chargé des Relations avec le Parlement
- Nathalie Kosciusko-Morizet, secrétaire d'État auprès du Premier ministre, chargée de la Prospective et du Développement de l'économie numérique
- Martin Hirsch, haut-commissaire aux Solidarités actives contre la pauvreté, haut-commissaire à la Jeunesse, auprès du Premier ministre

Ministère de l'Écologie, de l'Énergie, du Développement durable et de l'Aménagement du territoire
- Jean-Louis Borloo, ministre d'État, ministre de l'Écologie, de l'Énergie, du Développement durable et de l'Aménagement du territoire
- Dominique Bussereau, secrétaire d'État auprès du ministre d'État, ministre de l'Écologie, de l'Énergie, du Développement durable et de l'Aménagement du territoire, chargé des Transports
- Christian Blanc, secrétaire d'État auprès du ministre d'État, ministre de l'Écologie, de l'Énergie, du Développement durable et de l'Aménagement du territoire, chargé du Développement de la région capitale
- Hubert Falco, secrétaire d'État auprès du ministre d'État, ministre de l'Écologie, de l'Énergie, du Développement durable et de l'Aménagement du territoire, chargé de l'Aménagement du territoire

Ministère de l'Intérieur, de l'Outre-mer et des Collectivités territoriales
- Michèle Alliot-Marie, ministre de l'Intérieur, de l'Outre-mer et des Collectivités territoriales
- Yves Jégo, secrétaire d'État auprès de la ministre de l'Intérieur, de l'Outre-mer et des Collectivités territoriales, chargé de l'Outre-mer
- Alain Marleix, secrétaire d'État à l'Intérieur et aux Collectivités territoriales, auprès de la ministre de l'Intérieur, de l'Outre-mer et des Collectivités territoriales

Ministère des Affaires étrangères et européennes
- Bernard Kouchner, ministre des Affaires étrangères et européennes
- Bruno Le Maire, secrétaire d'État auprès du ministre des Affaires étrangères et européennes, chargé des Affaires européennes
- Rama Yade, secrétaire d'État auprès du ministre des Affaires étrangères et européennes, chargée des Affaires étrangères et des Droits de l'homme
- Alain Joyandet, secrétaire d'État auprès du ministre des Affaires étrangères et européennes, chargé de la Coopération et de la Francophonie

Ministère de l'Économie, de l'Industrie et de l'Emploi
- Christine Lagarde, ministre de l'Économie, de l'Industrie et de l'Emploi
- Hervé Novelli, secrétaire d'État auprès de la ministre de l'Économie, de l'Industrie et de l'Emploi, chargé du Commerce, de l'Artisanat, des Petites et Moyennes Entreprises, du Tourisme et des Services
- Luc Chatel, secrétaire d'État auprès de la ministre de l'Économie, de l'Industrie et de l'Emploi, chargé de l'Industrie et de la Consommation, porte-parole du Gouvernement
- Laurent Wauquiez, secrétaire d'État auprès de la ministre de l'Économie, de l'Industrie et de l'Emploi, chargé de l'Emploi
- Anne-Marie Idrac, secrétaire d'État auprès de la ministre de l'Économie, de l'Industrie et de l'Emploi, chargée du Commerce extérieur

Ministère de l'Immigration, de l'Intégration, de l'Identité nationale et du Développement solidaire
- Éric Besson, ministre de l'Immigration, de l'Intégration, de l'Identité nationale et du Développement solidaire

Ministère de la Justice
- Rachida Dati, garde des Sceaux, ministre de la Justice

Ministère de l'Agriculture et de la Pêche
- Michel Barnier, ministre de l'Agriculture et de la Pêche

Ministère du Travail, des Relations sociales, de la Famille, de la Solidarité et de la Ville
- Brice Hortefeux, ministre du Travail, des Relations sociales, de la Famille, de la Solidarité et de la Ville
- Valérie Létard, secrétaire d'État auprès du ministre du Travail, des Relations sociales, de la Famille, de la Solidarité  et de la Ville, chargée de la Solidarité
- Fadela Amara, secrétaire d'État auprès du ministre du Travail, des Relations sociales, de la Famille, de la Solidarité et de la Ville, chargée de la Politique de la ville
- Nadine Morano, secrétaire d'État auprès du ministre du Travail, des Relations sociales, de la Famille, de la Solidarité et de la Ville, chargée de la Famille

Ministère de l'Éducation nationale
- Xavier Darcos, ministre de l'Éducation nationale

Ministère de l'Enseignement supérieur et de la Recherche
- Valérie Pécresse, ministre de l'Enseignement supérieur et de la Recherche

Ministère de la Défense
- Hervé Morin, ministre de la Défense
- Jean-Marie Bockel, secrétaire d'État à la Défense, chargé des Anciens combattants, auprès du ministre de la Défense

Ministère de la Santé et des Sports
- Roselyne Bachelot, ministre de la Santé et des Sports
- Bernard Laporte, secrétaire d'État auprès de la ministre de la Santé et des Sports, chargé des Sports

Ministère du Logement
- Christine Boutin, ministre du Logement

Ministère de la Culture et de la Communication
- Christine Albanel, ministre de la Culture et de la Communication

Ministère du Budget, des Comptes publics et de la Fonction publique
- Éric Woerth, ministre du Budget, des Comptes publics et de la Fonction publique
- André Santini, secrétaire d'État auprès du ministre du Budget, des Comptes publics et de la Fonction publique, chargé de la Fonction publique

### Organisation fonctionnelle du 21 janvier au 23 juin 2009
Premier ministre
- François Fillon, Premier ministre
- Patrick Devedjian, ministre auprès du Premier ministre, chargé de la Mise en œuvre du plan de relance
- Roger Karoutchi, secrétaire d'État auprès du Premier ministre, chargé des Relations avec le Parlement
- Nathalie Kosciusko-Morizet, secrétaire d'État auprès du Premier ministre, chargée de la Prospective et du Développement de l'économie numérique
- Martin Hirsch, haut-commissaire aux Solidarités actives contre la pauvreté, haut-commissaire à la Jeunesse, auprès du Premier ministre

Ministère de l'Écologie, de l'Énergie, du Développement durable et de l'Aménagement du territoire
- Jean-Louis Borloo, ministre d'État, ministre de l'Écologie, de l'Énergie, du Développement durable et de l'Aménagement du territoire
- Dominique Bussereau, secrétaire d'État auprès du ministre d'État, ministre de l'Écologie, de l'Énergie, du Développement durable et de l'Aménagement du territoire, chargé des Transports
- Chantal Jouanno, secrétaire d'État auprès du ministre d'État, ministre de l'Écologie, de l'Énergie, du Développement durable et de l'Aménagement du territoire, chargée de l'Écologie
- Christian Blanc, secrétaire d'État auprès du ministre d'État, ministre de l'Écologie, de l'Énergie, du Développement durable et de l'Aménagement du territoire, chargé du Développement de la région capitale
- Hubert Falco, secrétaire d'État auprès du ministre d'État, ministre de l'Écologie, de l'Énergie, du Développement durable et de l'Aménagement du territoire, chargé de l'Aménagement du territoire

Ministère de l'Intérieur, de l'Outre-mer et des Collectivités territoriales
- Michèle Alliot-Marie, ministre de l'Intérieur, de l'Outre-mer et des Collectivités territoriales
- Yves Jégo, secrétaire d'État auprès de la ministre de l'Intérieur, de l'Outre-mer et des Collectivités territoriales, chargé de l'Outre-mer
- Alain Marleix, secrétaire d'État à l'Intérieur et aux Collectivités territoriales, auprès de la ministre de l'Intérieur, de l'Outre-mer et des Collectivités territoriales

Ministère des Affaires étrangères et européennes
- Bernard Kouchner, ministre des Affaires étrangères et européennes
- Bruno Le Maire, secrétaire d'État auprès du ministre des Affaires étrangères et européennes, chargé des Affaires européennes
- Rama Yade, secrétaire d'État auprès du ministre des Affaires étrangères et européennes, chargée des Affaires étrangères et des Droits de l'homme
- Alain Joyandet, secrétaire d'État auprès du ministre des Affaires étrangères et européennes, chargé de la Coopération et de la Francophonie

Ministère de l'Économie, de l'Industrie et de l'Emploi
- Christine Lagarde, ministre de l'Économie, de l'Industrie et de l'Emploi
- Hervé Novelli, secrétaire d'État auprès de la ministre de l'Économie, de l'Industrie et de l'Emploi, chargé du Commerce, de l'Artisanat, des Petites et Moyennes Entreprises, du Tourisme et des Services
- Luc Chatel, secrétaire d'État auprès de la ministre de l'Économie, de l'Industrie et de l'Emploi, chargé de l'Industrie et de la Consommation, porte-parole du Gouvernement
- Laurent Wauquiez, secrétaire d'État auprès de la ministre de l'Économie, de l'Industrie et de l'Emploi, chargé de l'Emploi
- Anne-Marie Idrac, secrétaire d'État auprès de la ministre de l'Économie, de l'Industrie et de l'Emploi, chargée du Commerce extérieur

Ministère de l'Immigration, de l'Intégration, de l'Identité nationale et du Développement solidaire
- Éric Besson, ministre de l'Immigration, de l'Intégration, de l'Identité nationale et du Développement solidaire

Ministère de la Justice
- Rachida Dati, garde des Sceaux, ministre de la Justice

Ministère de l'Agriculture et de la Pêche
- Michel Barnier, ministre de l'Agriculture et de la Pêche

Ministère du Travail, des Relations sociales, de la Famille, de la Solidarité et de la Ville
- Brice Hortefeux, ministre du Travail, des Relations sociales, de la Famille, de la Solidarité et de la Ville
- Valérie Létard, secrétaire d'État auprès du ministre du Travail, des Relations sociales, de la Famille, de la Solidarité  et de la Ville, chargée de la Solidarité
- Fadela Amara, secrétaire d'État auprès du ministre du Travail, des Relations sociales, de la Famille, de la Solidarité et de la Ville, chargée de la Politique de la ville
- Nadine Morano, secrétaire d'État auprès du ministre du Travail, des Relations sociales, de la Famille, de la Solidarité et de la Ville, chargée de la Famille

Ministère de l'Éducation nationale
- Xavier Darcos, ministre de l'Éducation nationale

Ministère de l'Enseignement supérieur et de la Recherche
- Valérie Pécresse, ministre de l'Enseignement supérieur et de la Recherche

Ministère de la Défense
- Hervé Morin, ministre de la Défense
- Jean-Marie Bockel, secrétaire d'État à la Défense, chargé des Anciens combattants, auprès du ministre de la Défense

Ministère de la Santé et des Sports
- Roselyne Bachelot, ministre de la Santé et des Sports
- Bernard Laporte, secrétaire d'État auprès de la ministre de la Santé et des Sports, chargé des Sports

Ministère du Logement
- Christine Boutin, ministre du Logement

Ministère de la Culture et de la Communication
- Christine Albanel, ministre de la Culture et de la Communication

Ministère du Budget, des Comptes publics et de la Fonction publique
- Éric Woerth, ministre du Budget, des Comptes publics et de la Fonction publique
- André Santini, secrétaire d'État auprès du ministre du Budget, des Comptes publics et de la Fonction publique, chargé de la Fonction publique

### Organisation fonctionnelle du 23 juin au 6 novembre 2009
Premier ministre
- François Fillon, Premier ministre
- Patrick Devedjian, ministre auprès du Premier ministre, chargé de la Mise en œuvre du plan de relance
- Henri de Raincourt, ministre auprès du Premier ministre, chargé des Relations avec le Parlement
- Nathalie Kosciusko-Morizet, secrétaire d'État auprès du Premier ministre, chargée de la Prospective et du Développement de l'économie numérique
- Christian Blanc, secrétaire d'État auprès du Premier ministre, chargé du Développement de la région capitale
- Martin Hirsch, haut-commissaire aux Solidarités actives contre la pauvreté, haut-commissaire à la Jeunesse, auprès du Premier ministre

Ministère de l'Écologie, de l'Énergie, du Développement durable et de la Mer
- Jean-Louis Borloo, ministre d'État, ministre de l'Écologie, de l'Énergie, du Développement durable et de la Mer, en charge des Technologies vertes et des Négociations sur le climat
- Dominique Bussereau, secrétaire d'État auprès du ministre d'État, ministre de l'Écologie, de l'Énergie, du Développement durable et de la Mer, en charge des Technologies vertes et des Négociations sur le climat, chargé des Transports
- Chantal Jouanno, secrétaire d'État auprès du ministre d'État, ministre de l'Écologie, de l'Énergie, du Développement durable et de la Mer, en charge des Technologies vertes et des Négociations sur le climat, chargée de l'Écologie
- Benoist Apparu, secrétaire d'État auprès du ministre d'État, ministre de l'Écologie, de l'Énergie, du Développement durable et de la Mer, en charge des Technologies vertes et des Négociations sur le climat, chargé du Logement et de l'Urbanisme
- Valérie Létard, secrétaire d'État auprès du ministre d'État, ministre de l'Écologie, de l'Énergie, du Développement durable et de la Mer, en charge des Technologies vertes et des Négociations sur le climat

Ministère de la Justice et des Libertés
- Michèle Alliot-Marie, ministre d'État, garde des Sceaux, ministre de la Justice et des Libertés
- Jean-Marie Bockel, secrétaire d'État à la Justice, auprès de la ministre d'État, garde des Sceaux, ministre de la Justice et des Libertés

Ministère des Affaires étrangères et européennes
- Bernard Kouchner, ministre des Affaires étrangères et européennes
- Pierre Lellouche, secrétaire d'État auprès du ministre des Affaires étrangères et européennes, chargé des Affaires européennes
- Alain Joyandet, secrétaire d'État auprès du ministre des Affaires étrangères et européennes, chargé de la Coopération et de la Francophonie

Ministère de l'Économie, de l'Industrie et de l'Emploi
- Christine Lagarde, ministre de l'Économie, de l'Industrie et de l'Emploi
- Christian Estrosi, secrétaire d'État auprès de la ministre de l'Économie, de l'Industrie et de l'Emploi, chargé de l'Industrie
- Hervé Novelli, secrétaire d'État auprès de la ministre de l'Économie, de l'Industrie et de l'Emploi, chargé du Commerce, de l'Artisanat, des Petites et Moyennes Entreprises, du Tourisme, des Services et de la Consommation
- Laurent Wauquiez, secrétaire d'État auprès de la ministre de l'Économie, de l'Industrie et de l'Emploi, chargé de l'Emploi
- Anne-Marie Idrac, secrétaire d'État auprès de la ministre de l'Économie, de l'Industrie et de l'Emploi, chargée du Commerce extérieur

Ministère de l'Intérieur, de l'Outre-mer et des Collectivités territoriales
- Brice Hortefeux, ministre de l'Intérieur, de l'Outre-mer et des Collectivités territoriales
- Marie-Luce Penchard, secrétaire d'État auprès du ministre de l'Intérieur, de l'Outre-mer et des Collectivités territoriales, chargée de l'Outre-mer
- Alain Marleix, secrétaire d'État à l'Intérieur et aux Collectivités territoriales, auprès du ministre de l'Intérieur, de l'Outre-mer et des Collectivités territoriales

Ministère du Travail, des Relations sociales, de la Famille, de la Solidarité et de la Ville
- Xavier Darcos, ministre du Travail, des Relations sociales, de la Famille, de la Solidarité et de la Ville
- Fadela Amara, secrétaire d'État auprès du ministre du Travail, des Relations sociales, de la Famille, de la Solidarité et de la Ville, chargée de la Politique de la ville
- Nadine Morano, secrétaire d'État auprès du ministre du Travail, des Relations sociales, de la Famille, de la Solidarité et de la Ville, chargée de la Famille et de la Solidarité
- Nora Berra, secrétaire d'État auprès du ministre du Travail, des Relations sociales, de la Famille, de la Solidarité et de la Ville, chargée des Aînés

Ministère du Budget, des Comptes publics, de la Fonction publique et de la Réforme de l'État
- Éric Woerth, ministre du Budget, des Comptes publics, de la Fonction publique et de Réforme de l'État

Ministère de l'Éducation nationale
- Luc Chatel, ministre de l'Éducation nationale

Ministère de l'Enseignement supérieur et de la Recherche
- Valérie Pécresse, ministre de l'Enseignement supérieur et de la Recherche

Ministère de la Défense
- Hervé Morin, ministre de la Défense
- Hubert Falco, secrétaire d'État à la Défense, chargé des Anciens combattants, auprès du ministre de la Défense

Ministère de la Santé et des Sports
- Roselyne Bachelot, ministre de la Santé et des Sports
- Rama Yade, secrétaire d'État auprès de la ministre de la Santé et des Sports, chargée des Sports

Ministère de l'Alimentation, de l'Agriculture et de la Pêche
- Bruno Le Maire, ministre de l'Alimentation, de l'Agriculture et de la Pêche

Ministère de la Culture et de la Communication
- Frédéric Mitterrand, ministre de la Culture et de la Communication

Ministère de l'Immigration, de l'Intégration, de l'Identité nationale et du Développement solidaire
- Éric Besson, ministre de l'Immigration, de l'Intégration, de l'Identité nationale et du Développement solidaire

Ministère de l'Espace rural et de l'Aménagement du territoire
- Michel Mercier, ministre de l'Espace rural et de l'Aménagement du territoire

### Organisation fonctionnelle du 6 novembre 2009 au 22 mars 2010
Premier ministre
- François Fillon, Premier ministre
- Patrick Devedjian, ministre auprès du Premier ministre, chargé de la Mise en œuvre du plan de relance
- Henri de Raincourt, ministre auprès du Premier ministre, chargé des Relations avec le Parlement
- Nathalie Kosciusko-Morizet, secrétaire d'État auprès du Premier ministre, chargée de la Prospective et du Développement de l'économie numérique
- Christian Blanc, secrétaire d'État auprès du Premier ministre, chargé du Développement de la région capitale
- Martin Hirsch, haut-commissaire aux Solidarités actives contre la pauvreté, haut-commissaire à la Jeunesse, auprès du Premier ministre

Ministère de l'Écologie, de l'Énergie, du Développement durable et de la Mer
- Jean-Louis Borloo, ministre d'État, ministre de l'Écologie, de l'Énergie, du Développement durable et de la Mer, en charge des Technologies vertes et des Négociations sur le climat
- Dominique Bussereau, secrétaire d'État auprès du ministre d'État, ministre de l'Écologie, de l'Énergie, du Développement durable et de la Mer, en charge des Technologies vertes et des Négociations sur le climat, chargé des Transports
- Chantal Jouanno, secrétaire d'État auprès du ministre d'État, ministre de l'Écologie, de l'Énergie, du Développement durable et de la Mer, en charge des Technologies vertes et des Négociations sur le climat, chargée de l'Écologie
- Benoist Apparu, secrétaire d'État auprès du ministre d'État, ministre de l'Écologie, de l'Énergie, du Développement durable et de la Mer, en charge des Technologies vertes et des Négociations sur le climat, chargé du Logement et de l'Urbanisme
- Valérie Létard, secrétaire d'État auprès du ministre d'État, ministre de l'Écologie, de l'Énergie, du Développement durable et de la Mer, en charge des Technologies vertes et des Négociations sur le climat

Ministère de la Justice et des Libertés
- Michèle Alliot-Marie, ministre d'État, garde des Sceaux, ministre de la Justice et des Libertés
- Jean-Marie Bockel, secrétaire d'État à la Justice, auprès de la ministre d'État, garde des Sceaux, ministre de la Justice et des Libertés

Ministère des Affaires étrangères et européennes
- Bernard Kouchner, ministre des Affaires étrangères et européennes
- Pierre Lellouche, secrétaire d'État auprès du ministre des Affaires étrangères et européennes, chargé des Affaires européennes
- Alain Joyandet, secrétaire d'État auprès du ministre des Affaires étrangères et européennes, chargé de la Coopération et de la Francophonie

Ministère de l'Économie, de l'Industrie et de l'Emploi
- Christine Lagarde, ministre de l'Économie, de l'Industrie et de l'Emploi
- Christian Estrosi, secrétaire d'État auprès de la ministre de l'Économie, de l'Industrie et de l'Emploi, chargé de l'Industrie
- Hervé Novelli, secrétaire d'État auprès de la ministre de l'Économie, de l'Industrie et de l'Emploi, chargé du Commerce, de l'Artisanat, des Petites et Moyennes Entreprises, du Tourisme, des Services et de la Consommation
- Laurent Wauquiez, secrétaire d'État auprès de la ministre de l'Économie, de l'Industrie et de l'Emploi, chargé de l'Emploi
- Anne-Marie Idrac, secrétaire d'État auprès de la ministre de l'Économie, de l'Industrie et de l'Emploi, chargée du Commerce extérieur

Ministère de l'Intérieur, de l'Outre-mer et des Collectivités territoriales
- Brice Hortefeux, ministre de l'Intérieur, de l'Outre-mer et des Collectivités territoriales
- Marie-Luce Penchard, ministre auprès du ministre de l'Intérieur, de l'Outre-mer et des Collectivités territoriales, chargée de l'Outre-mer
- Alain Marleix, secrétaire d'État à l'Intérieur et aux Collectivités territoriales, auprès du ministre de l'Intérieur, de l'Outre-mer et des Collectivités territoriales

Ministère du Travail, des Relations sociales, de la Famille, de la Solidarité et de la Ville
- Xavier Darcos, ministre du Travail, des Relations sociales, de la Famille, de la Solidarité et de la Ville
- Fadela Amara, secrétaire d'État auprès du ministre du Travail, des Relations sociales, de la Famille, de la Solidarité et de la Ville, chargée de la Politique de la ville
- Nadine Morano, secrétaire d'État auprès du ministre du Travail, des Relations sociales, de la Famille, de la Solidarité et de la Ville, chargée de la Famille et de la Solidarité
- Nora Berra, secrétaire d'État auprès du ministre du Travail, des Relations sociales, de la Famille, de la Solidarité et de la Ville, chargée des Aînés

Ministère du Budget, des Comptes publics, de la Fonction publique et de la Réforme de l'État
- Éric Woerth, ministre du Budget, des Comptes publics, de la Fonction publique et de Réforme de l'État

Ministère de l'Éducation nationale
- Luc Chatel, ministre de l'Éducation nationale

Ministère de l'Enseignement supérieur et de la Recherche
- Valérie Pécresse, ministre de l'Enseignement supérieur et de la Recherche

Ministère de la Défense
- Hervé Morin, ministre de la Défense
- Hubert Falco, secrétaire d'État à la Défense, chargé des Anciens combattants, auprès du ministre de la Défense

Ministère de la Santé et des Sports
- Roselyne Bachelot, ministre de la Santé et des Sports
- Rama Yade, secrétaire d'État auprès de la ministre de la Santé et des Sports, chargée des Sports

Ministère de l'Alimentation, de l'Agriculture et de la Pêche
- Bruno Le Maire, ministre de l'Alimentation, de l'Agriculture et de la Pêche

Ministère de la Culture et de la Communication
- Frédéric Mitterrand, ministre de la Culture et de la Communication

Ministère de l'Immigration, de l'Intégration, de l'Identité nationale et du Développement solidaire
- Éric Besson, ministre de l'Immigration, de l'Intégration, de l'Identité nationale et du Développement solidaire

Ministère de l'Espace rural et de l'Aménagement du territoire
- Michel Mercier, ministre de l'Espace rural et de l'Aménagement du territoire

### Organisation fonctionnelle du 22 mars au 4 juillet 2010
Premier ministre
- François Fillon, Premier ministre
- Patrick Devedjian, ministre auprès du Premier ministre, chargé de la Mise en œuvre du plan de relance
- Henri de Raincourt, ministre auprès du Premier ministre, chargé des Relations avec le Parlement
- Nathalie Kosciusko-Morizet, secrétaire d'État auprès du Premier ministre, chargée de la Prospective et du Développement de l'économie numérique
- Christian Blanc, secrétaire d'État auprès du Premier ministre, chargé du Développement de la région capitale

Ministère de l'Écologie, de l'Énergie, du Développement durable et de la Mer
- Jean-Louis Borloo, ministre d'État, ministre de l'Écologie, de l'Énergie, du Développement durable et de la Mer, en charge des Technologies vertes et des Négociations sur le climat
- Dominique Bussereau, secrétaire d'État auprès du ministre d'État, ministre de l'Écologie, de l'Énergie, du Développement durable et de la Mer, en charge des Technologies vertes et des Négociations sur le climat, chargé des Transports
- Chantal Jouanno, secrétaire d'État auprès du ministre d'État, ministre de l'Écologie, de l'Énergie, du Développement durable et de la Mer, en charge des Technologies vertes et des Négociations sur le climat, chargée de l'Écologie
- Benoist Apparu, secrétaire d'État auprès du ministre d'État, ministre de l'Écologie, de l'Énergie, du Développement durable et de la Mer, en charge des Technologies vertes et des Négociations sur le climat, chargé du Logement et de l'Urbanisme
- Valérie Létard, secrétaire d'État auprès du ministre d'État, ministre de l'Écologie, de l'Énergie, du Développement durable et de la Mer, en charge des Technologies vertes et des Négociations sur le climat

Ministère de la Justice et des Libertés
- Michèle Alliot-Marie, ministre d'État, garde des Sceaux, ministre de la Justice et des Libertés
- Jean-Marie Bockel, secrétaire d'État à la Justice, auprès de la ministre d'État, garde des Sceaux, ministre de la Justice et des Libertés

Ministère des Affaires étrangères et européennes
- Bernard Kouchner, ministre des Affaires étrangères et européennes
- Pierre Lellouche, secrétaire d'État auprès du ministre des Affaires étrangères et européennes, chargé des Affaires européennes
- Alain Joyandet, secrétaire d'État auprès du ministre des Affaires étrangères et européennes, chargé de la Coopération et de la Francophonie

Ministère de l'Économie, de l'Industrie et de l'Emploi
- Christine Lagarde, ministre de l'Économie, de l'Industrie et de l'Emploi
- Christian Estrosi, secrétaire d'État auprès de la ministre de l'Économie, de l'Industrie et de l'Emploi, chargé de l'Industrie
- Hervé Novelli, secrétaire d'État auprès de la ministre de l'Économie, de l'Industrie et de l'Emploi, chargé du Commerce, de l'Artisanat, des Petites et Moyennes Entreprises, du Tourisme, des Services et de la Consommation
- Laurent Wauquiez, secrétaire d'État auprès de la ministre de l'Économie, de l'Industrie et de l'Emploi, chargé de l'Emploi
- Anne-Marie Idrac, secrétaire d'État auprès de la ministre de l'Économie, de l'Industrie et de l'Emploi, chargée du Commerce extérieur

Ministère de l'Intérieur, de l'Outre-mer et des Collectivités territoriales
- Brice Hortefeux, ministre de l'Intérieur, de l'Outre-mer et des Collectivités territoriales
- Marie-Luce Penchard, ministre auprès du ministre de l'Intérieur, de l'Outre-mer et des Collectivités territoriales, chargée de l'Outre-mer
- Alain Marleix, secrétaire d'État à l'Intérieur et aux Collectivités territoriales, auprès du ministre de l'Intérieur, de l'Outre-mer et des Collectivités territoriales

Ministère du Travail, de la Solidarité et de la Fonction publique
- Éric Woerth, ministre du Travail, de la Solidarité et de la Fonction publique
- Fadela Amara, secrétaire d'État auprès du ministre du Travail, de la Solidarité et de la Fonction publique, chargée de la Politique de la ville
- Nadine Morano, secrétaire d'État auprès du ministre du Travail, de la Solidarité et de la Fonction publique, chargée de la Famille et de la Solidarité
- Nora Berra, secrétaire d'État auprès du ministre du Travail, de la Solidarité et de la Fonction publique, chargée des Aînés
- Georges Tron, secrétaire d'État auprès du ministre du Travail, de la Solidarité et de la Fonction publique, chargé de la Fonction publique

Ministère du Budget, des Comptes publics et de la Réforme de l'État
- François Baroin, ministre du Budget, des Comptes publics et de Réforme de l'État

Ministère de l'Éducation nationale
- Luc Chatel, ministre de l'Éducation nationale

Ministère de l'Enseignement supérieur et de la Recherche
- Valérie Pécresse, ministre de l'Enseignement supérieur et de la Recherche

Ministère de la Défense
- Hervé Morin, ministre de la Défense
- Hubert Falco, secrétaire d'État à la Défense, chargé des Anciens combattants, auprès du ministre de la Défense

Ministère de la Santé et des Sports
- Roselyne Bachelot, ministre de la Santé et des Sports
- Rama Yade, secrétaire d'État auprès de la ministre de la Santé et des Sports, chargée des Sports

Ministère de l'Alimentation, de l'Agriculture et de la Pêche
- Bruno Le Maire, ministre de l'Alimentation, de l'Agriculture et de la Pêche

Ministère de la Culture et de la Communication
- Frédéric Mitterrand, ministre de la Culture et de la Communication

Ministère de l'Immigration, de l'Intégration, de l'Identité nationale et du Développement solidaire
- Éric Besson, ministre de l'Immigration, de l'Intégration, de l'Identité nationale et du Développement solidaire

Ministère de l'Espace rural et de l'Aménagement du territoire
- Michel Mercier, ministre de l'Espace rural et de l'Aménagement du territoire

Ministère de la Jeunesse et des Solidarités actives
- Marc-Philippe Daubresse, ministre de la Jeunesse et des Solidarités actives

### Organisation fonctionnelle du 4 juillet au 13 novembre 2010 (Affaires courantes du 13 au 14 novembre 2010)
Premier ministre
- François Fillon, Premier ministre
- Patrick Devedjian, ministre auprès du Premier ministre, chargé de la Mise en œuvre du plan de relance
- Henri de Raincourt, ministre auprès du Premier ministre, chargé des Relations avec le Parlement
- Nathalie Kosciusko-Morizet, secrétaire d'État auprès du Premier ministre, chargée de la Prospective et du Développement de l'économie numérique

Ministère de l'Écologie, de l'Énergie, du Développement durable et de la Mer
- Jean-Louis Borloo, ministre d'État, ministre de l'Écologie, de l'Énergie, du Développement durable et de la Mer, en charge des Technologies vertes et des Négociations sur le climat
- Dominique Bussereau, secrétaire d'État auprès du ministre d'État, ministre de l'Écologie, de l'Énergie, du Développement durable et de la Mer, en charge des Technologies vertes et des Négociations sur le climat, chargé des Transports
- Chantal Jouanno, secrétaire d'État auprès du ministre d'État, ministre de l'Écologie, de l'Énergie, du Développement durable et de la Mer, en charge des Technologies vertes et des Négociations sur le climat, chargée de l'Écologie
- Benoist Apparu, secrétaire d'État auprès du ministre d'État, ministre de l'Écologie, de l'Énergie, du Développement durable et de la Mer, en charge des Technologies vertes et des Négociations sur le climat, chargé du Logement et de l'Urbanisme
- Valérie Létard, secrétaire d'État auprès du ministre d'État, ministre de l'Écologie, de l'Énergie, du Développement durable et de la Mer, en charge des Technologies vertes et des Négociations sur le climat

Ministère de la Justice et des Libertés
- Michèle Alliot-Marie, ministre d'État, garde des Sceaux, ministre de la Justice et des Libertés
- Jean-Marie Bockel, secrétaire d'État à la Justice, auprès de la ministre d'État, garde des Sceaux, ministre de la Justice et des Libertés

Ministère des Affaires étrangères et européennes
- Bernard Kouchner, ministre des Affaires étrangères et européennes
- Pierre Lellouche, secrétaire d'État auprès du ministre des Affaires étrangères et européennes, chargé des Affaires européennes

Ministère de l'Économie, de l'Industrie et de l'Emploi
- Christine Lagarde, ministre de l'Économie, de l'Industrie et de l'Emploi
- Christian Estrosi, secrétaire d'État auprès de la ministre de l'Économie, de l'Industrie et de l'Emploi, chargé de l'Industrie
- Hervé Novelli, secrétaire d'État auprès de la ministre de l'Économie, de l'Industrie et de l'Emploi, chargé du Commerce, de l'Artisanat, des Petites et Moyennes Entreprises, du Tourisme, des Services et de la Consommation
- Laurent Wauquiez, secrétaire d'État auprès de la ministre de l'Économie, de l'Industrie et de l'Emploi, chargé de l'Emploi
- Anne-Marie Idrac, secrétaire d'État auprès de la ministre de l'Économie, de l'Industrie et de l'Emploi, chargée du Commerce extérieur

Ministère de l'Intérieur, de l'Outre-mer et des Collectivités territoriales
- Brice Hortefeux, ministre de l'Intérieur, de l'Outre-mer et des Collectivités territoriales
- Marie-Luce Penchard, ministre auprès du ministre de l'Intérieur, de l'Outre-mer et des Collectivités territoriales, chargée de l'Outre-mer
- Alain Marleix, secrétaire d'État à l'Intérieur et aux Collectivités territoriales, auprès du ministre de l'Intérieur, de l'Outre-mer et des Collectivités territoriales

Ministère du Travail, de la Solidarité et de la Fonction publique
- Éric Woerth, ministre du Travail, de la Solidarité et de la Fonction publique
- Fadela Amara, secrétaire d'État auprès du ministre du Travail, de la Solidarité et de la Fonction publique, chargée de la Politique de la ville
- Nadine Morano, secrétaire d'État auprès du ministre du Travail, de la Solidarité et de la Fonction publique, chargée de la Famille et de la Solidarité
- Nora Berra, secrétaire d'État auprès du ministre du Travail, de la Solidarité et de la Fonction publique, chargée des Aînés
- Georges Tron, secrétaire d'État auprès du ministre du Travail, de la Solidarité et de la Fonction publique, chargé de la Fonction publique

Ministère du Budget, des Comptes publics et de la Réforme de l'État
- François Baroin, ministre du Budget, des Comptes publics et de Réforme de l'État

Ministère de l'Éducation nationale
- Luc Chatel, ministre de l'Éducation nationale

Ministère de l'Enseignement supérieur et de la Recherche
- Valérie Pécresse, ministre de l'Enseignement supérieur et de la Recherche

Ministère de la Défense
- Hervé Morin, ministre de la Défense
- Hubert Falco, secrétaire d'État à la Défense, chargé des Anciens combattants, auprès du ministre de la Défense

Ministère de la Santé et des Sports
- Roselyne Bachelot, ministre de la Santé et des Sports
- Rama Yade, secrétaire d'État auprès de la ministre de la Santé et des Sports, chargée des Sports

Ministère de l'Alimentation, de l'Agriculture et de la Pêche
- Bruno Le Maire, ministre de l'Alimentation, de l'Agriculture et de la Pêche

Ministère de la Culture et de la Communication
- Frédéric Mitterrand, ministre de la Culture et de la Communication

Ministère de l'Immigration, de l'Intégration, de l'Identité nationale et du Développement solidaire
- Éric Besson, ministre de l'Immigration, de l'Intégration, de l'Identité nationale et du Développement solidaire

Ministère de l'Espace rural et de l'Aménagement du territoire
- Michel Mercier, ministre de l'Espace rural et de l'Aménagement du territoire

Ministère de la Jeunesse et des Solidarités actives
- Marc-Philippe Daubresse, ministre de la Jeunesse et des Solidarités actives

## Démission
François Fillon, remet la démission de son gouvernement le 13 novembre 2010 à 19 h 40 au Palais de l'Élysée au Président de la République Nicolas Sarkozy qui l'accepte.
La démission du Gouvernement est publiée au Journal officiel le 14 novembre 2010.
François Fillon est reconduit dans ses fonctions de Premier ministre le lendemain et forme ainsi son troisième gouvernement,.

## Galerie
Photos des membres du Gouvernement dans sa composition du 4 juillet au 13 novembre 2010.

### Premier ministre
| Image | Fonction         |  | Nom             | Parti |
| ----- | ---------------- |  | --------------- | ----- |
|       | Premier ministre |  | François Fillon | UMP   |

### Ministres d'État
| Image | Fonction |  | Nom                  | Parti   |
| ----- | --- |  | -------------------- | ------- |
|       | Ministre d'État, ministre de l'Écologie, de l'Énergie, du Développement durable et de la Mer, chargé des Technologies vertes et des Négociations sur le climat |  | Jean-Louis Borloo    | UMP-PRV |
|       | Ministre d'État, garde des Sceaux, ministre de la Justice et des Libertés                                                                                      |  | Michèle Alliot-Marie | UMP     |

### Ministres
| Image | Fonction                                                                                           |  | Nom                     | Parti |
| ----- | -------------------------------------------------------------------------------------------------- |  | ----------------------- | ----- |
|       | Ministre des Affaires étrangères et européennes                                                    |  | Bernard Kouchner        | DVG   |
|       | Ministre de l'Économie, de l'Industrie et de l'Emploi                                              |  | Christine Lagarde       | UMP   |
|       | Ministre de l'Intérieur, de l'Outre-mer et des Collectivités territoriales                         |  | Brice Hortefeux         | UMP   |
|       | Ministre du Travail, de la Solidarité et de la Fonction publique                                   |  | Éric Woerth             | UMP   |
|       | Ministre de l'Éducation nationale Porte-parole du gouvernement                                     |  | Luc Chatel              | UMP   |
|       | Ministre de l'Enseignement supérieur et de la Recherche                                            |  | Valérie Pécresse        | UMP   |
|       | Ministre de la Défense                                                                             |  | Hervé Morin             | NC    |
|       | Ministre de la Santé et des Sports                                                                 |  | Roselyne Bachelot       | UMP   |
|       | Ministre du Budget, des Comptes publics et de la Réforme de l'État                                 |  | François Baroin         | UMP   |
|       | Ministre de l'Alimentation, de l'Agriculture et de la Pêche                                        |  | Bruno Le Maire          | UMP   |
|       | Ministre de la Culture et de la Communication                                                      |  | Frédéric Mitterrand     | DVG   |
|       | Ministre de l'Immigration, de l'Intégration, de l'Identité nationale et du Développement solidaire |  | Éric Besson             | UMP   |
|       | Ministre de l'Espace rural et de l'Aménagement du territoire                                       |  | Michel Mercier          | DVD   |
|       | Ministre de la Jeunesse et des Solidarités actives                                                 |  | Marc-Philippe Daubresse | UMP   |

### Ministres auprès d'un ministre
| Image | Fonction                                               | Ministre de rattachement                                                   |  | Nom                 | Parti |
| ----- | ------------------------------------------------------ | -------------------------------------------------------------------------- |  | ------------------- | ----- |
|       | Ministre chargé de la Mise en œuvre du plan de relance | Premier ministre                                                           |  | Patrick Devedjian   | UMP   |
|       | Ministre chargé des Relations avec le Parlement        | Premier ministre                                                           |  | Henri de Raincourt  | UMP   |
|       | Ministre chargé de l'Industrie                         | Ministre de l'Économie, de l'Industrie et de l'Emploi                      |  | Christian Estrosi   | UMP   |
|       | Ministre chargée de l'Outre-mer                        | Ministre de l'Intérieur, de l'Outre-mer et des Collectivités territoriales |  | Marie-Luce Penchard | UMP   |

### Secrétaires d'État
| Image | Fonction | Ministre de rattachement |  | Nom                        | Parti |
| ----- | --- | --- |  | -------------------------- | ----- |
|       | Secrétaire d'État chargée de la Prospective et du Développement de l'Économie numérique                        | Premier ministre |  | Nathalie Kosciusko-Morizet | UMP   |
|       | Secrétaire d'État chargé des Transports                                                                        | Ministre de l'Écologie, de l'Énergie, du Développement durable et de la Mer, chargé des Technologies vertes et des Négociations sur le climat  |  | Dominique Bussereau        | UMP   |
|       | Secrétaire d'État                                                                                              | Ministre de l'Écologie, de l'Énergie, du Développement durable et de la Mer, chargée des Technologies vertes et des Négociations sur le climat |  | Valérie Létard             | NC    |
|       | Secrétaire d'État chargée de l'Écologie                                                                        | Ministre de l'Écologie, de l'Énergie, du Développement durable et de la Mer, chargée des Technologies vertes et des Négociations sur le climat |  | Chantal Jouanno            | UMP   |
|       | Secrétaire d'État chargé du Logement et de l'Urbanisme                                                         | Ministre de l'Écologie, de l'Énergie, du Développement durable et de la Mer, chargé des Technologies vertes et des Négociations sur le climat  |  | Benoist Apparu             | UMP   |
|       | Secrétaire d'État chargé de la Justice                                                                         | Ministre de la Justice et des Libertés |  | Jean-Marie Bockel          | LGM   |
|       | Secrétaire d'État chargé des Affaires européennes                                                              | Ministre des Affaires étrangères et européennes                                                                                                |  | Pierre Lellouche           | UMP   |
|       | Secrétaire d'État chargé de l'Emploi                                                                           | Ministre de l'Économie, de l'Industrie et de l'Emploi                                                                                          |  | Laurent Wauquiez           | UMP   |
|       | Secrétaire d'État chargée du Commerce extérieur                                                                | Ministre de l'Économie, de l'Industrie et de l'Emploi                                                                                          |  | Anne-Marie Idrac           | NC    |
|       | Secrétaire d'État chargé du Commerce, de l'Artisanat, des PME, du Tourisme, des Services et de la Consommation | Ministre de l'Économie, de l'Industrie et de l'Emploi                                                                                          |  | Hervé Novelli              | UMP   |
|       | Secrétaire d'État chargé de l'Intérieur et des Collectivités territoriales                                     | Ministre de l'Intérieur, de l'Outre-mer et des Collectivités territoriales                                                                     |  | Alain Marleix              | UMP   |
|       | Secrétaire d'État chargé de la Fonction publique                                                               | Ministre du Travail, de la Solidarité et de la Fonction publique                                                                               |  | Georges Tron               | UMP   |
|       | Secrétaire d'État chargée de la Politique de la Ville                                                          | Ministre du Travail, de la Solidarité et de la Fonction publique                                                                               |  | Fadela Amara               | DVG   |
|       | Secrétaire d'État chargée de la Famille et de la Solidarité                                                    | Ministre du Travail, de la Solidarité et de la Fonction publique                                                                               |  | Nadine Morano              | UMP   |
|       | Secrétaire d'État chargée des Aînés                                                                            | Ministre du Travail, de la Solidarité et de la Fonction publique                                                                               |  | Nora Berra                 | UMP   |
|       | Secrétaire d'État chargé de la Défense et des Anciens Combattants                                              | Ministre de la Défense |  | Hubert Falco               | UMP   |
|       | Secrétaire d'État chargée des Sports                                                                           | Ministre de la Santé et des Sports |  | Rama Yade                  | UMP   |

## Répartition partisane
| Parti                           | Parti                                | Premier ministre | Ministres d'État | Ministres | Ministres délégués | Secrétaires d'État | Haut commissaire | Total |
| ------------------------------- | ------------------------------------ | ---------------- | ---------------- | --------- | ------------------ | ------------------ | ---------------- | ----- |
| Répartition le 19 juin 2007     | Répartition le 19 juin 2007          | 1                | 1                | 14        | 0                  | 15                 | 1                | 32    |
|                                 | Union pour un mouvement populaire    | 1                |                  | 10        |                    | 9                  |                  | 20    |
|                                 | UMP - Parti radical valoisien        |                  | 1                |           |                    |                    |                  | 1     |
|                                 | Parti socialiste dissidents          |                  | 1                |           | 2                  |                    | 3                |       |
|                                 | Nouveau centre                       |                  | 1                |           | 2                  |                    | 3                |       |
|                                 | UMP - Forum des républicains sociaux |                  | 1                |           |                    |                    | 1                |       |
|                                 | Divers droite                        |                  | 1                |           |                    |                    | 1                |       |
|                                 | Divers gauche                        |                  |                  |           | 2                  | 1                  | 3                |       |
|                                 |                                      |                  |                  |           |                    |                    |                  |       |
| Répartition le 14 novembre 2010 | Répartition le 14 novembre 2010      | 1                | 2                | 14        | 4                  | 17                 | 0                | 38    |
|                                 | Union pour un mouvement populaire    | 1                | 1                | 9         | 4                  | 13                 |                  | 28    |
|                                 | UMP - Parti radical valoisien        |                  | 1                |           |                    |                    |                  | 1     |
|                                 | Nouveau centre                       |                  | 1                |           | 2                  |                    | 3                |       |
|                                 | Divers gauche                        |                  | 1                |           | 1                  |                    | 2                |       |
|                                 | UMP - Les Progressistes              |                  | 1                |           |                    |                    | 1                |       |
|                                 | Divers droite                        |                  | 1                |           |                    |                    | 1                |       |
|                                 | Sans étiquette                       |                  | 1                |           |                    |                    | 1                |       |
|                                 | La Gauche moderne                    |                  |                  |           | 1                  |                    | 1                |       |

## Objectif de parité
Lors de la campagne présidentielle, Nicolas Sarkozy a annoncé son objectif de respecter la parité homme/femme dans ses gouvernements. Bien qu'une forte évolution de la parité soit visible en 50 ans, les femmes restent encore très minoritaires, notamment dans ces hauts postes de l'État.
Lors de la nomination du premier gouvernement Fillon, il y a 33 % de femmes au total mais 49 % parmi les ministres car les quatre secrétaires d'État sont des hommes. L'équilibre ministériel ne change pas lors de l'annonce du deuxième gouvernement Fillon, alors que parmi les secrétaires d'État, on compte quatre femmes pour onze hommes, puis douze à l'arrivée de Bernard Laporte. Trois ministères régaliens sont alors occupés par une femme, dont deux pour la première fois : le ministère de la Justice, le ministère de l'Intérieur (première fois) et le ministère de l'Économie (première fois).
Lorsque le gouvernement grossit de nouveaux secrétaires en mars suivant, les femmes comptent pour 28 % des 21 secrétaires d'État. Puis, après la nomination de Patrick Devedjian en décembre 2008 et le remaniement du 21 janvier 2009, sur les 39 membres du gouvernement Fillon 2, 14 sont alors des femmes (soit environ 36 % contre 64 % d'hommes) :
- sur 17 ministres (premier ministre compris), 7 sont des femmes (soit environ une part de 40 %) ;
- sur 21 secrétaires d'État, 7 sont des femmes (soit environ une part de 30 %).

Lors du remaniement de juin 2009, le départ de trois femmes ministres n'est pas compensé, malgré l'entrée de Nora Berra et Marie-Luce Penchard comme secrétaires d'État. Le gouvernement compte alors 13 femmes dont quatre parmi les dix-huit ministres (22 %), avec deux ministres régaliens, et neuf parmi les dix-neuf secrétaires d'État (47 %) – aucune haut commissaire – soit une part de 34 % de femmes dans le gouvernement actuel, mieux que le premier gouvernement d'Alain Juppé, qui comportait 12 femmes (3 ministres et 8 secrétaires d'État) pour 42 membres.
Le 6 novembre 2009, la nomination de Marie-Luce Penchard modifie les pourcentages ci-dessus.
Au 4 juillet 2010, le gouvernement Fillon 2 comportait 38 membres. Parmi eux, 13 femmes (5 ministres, 8 Secrétaires d'État) et 25 hommes (16 ministres et 9 Secrétaires d'État). Cela donne donc au total 34,2 % de femmes contre 65,8 % d'hommes. La parité hommes/femmes est plutôt respectée dans les Secrétariats d'État, mais la part des femmes occupant un poste de ministre est assez faible (24 % de femmes ministres contre 76 % d'hommes).

## Politique gouvernementale
(novembre 2012).
Le gouvernement a mis en œuvre les réformes promises par le président Nicolas Sarkozy pendant la campagne présidentielle. Le président s’est impliqué fortement dans la politique du gouvernement et de multiples chantiers sont ouverts simultanément. 
Le Premier ministre place les réformes, en particulier la réforme de l'État, comme des priorités. Toutefois, en février 2008, le bilan des réformes conduites par le chef de l'État et son gouvernement est, selon La Tribune, mince. La commission des Finances de l'Assemblée nationale a noté que la « création de nouvelles taxes » s’est accélérée depuis l'élection de Nicolas Sarkozy.
Le gouvernement a donc proposé aux votes de l'Assemblée nationale (XIIIe législature de la Cinquième République française) et du Sénat les textes législatifs suivants :

### Réforme constitutionnelle et procédure législative
La Loi constitutionnelle du 23 juillet 2008 a participé à une réforme des institutions. Dans ce cadre, la loi organique relative à l'application des articles 34-1, 39 et 44 de la Constitution est votée en avril 2019.

### Économie
L'engagement de la France de ramener son déficit public à 0 % du PIB en 2010 va être rompu. En décembre 2008, le ministre du Budget, Éric Woerth, annonce un retour à l'équilibre pour 2014. Parmi les différentes lois promulguées par ce gouvernement, on peut citer la loi relative à la protection pénale de la propriété littéraire et artistique sur internet créant HADOPI.

#### Le «paquet fiscal»
La loi en faveur du travail, de l'emploi et du pouvoir d'achat (surnommée « Paquet fiscal », ou loi TEPA) a été adoptée par les deux chambres du Parlement le 1er août 2007. Elle associe des mesures d'ordre divers :
- défiscalisation des heures supplémentaires ;
- crédit d'impôt sur le revenu (IR) égal à 20 % des intérêts d'emprunt immobilier pendant 5 ans ;
- diminution des droits de succession et des droits de mutation ;
- possibilité d'affecter l'Impôt de solidarité sur la fortune (ISF) au financement d'une PME ;
- défiscalisation des salaires des étudiants, étendu de 21 ans à 25 ans ;
- bouclier fiscal passant de 60 % à 50 % des revenus déclarés ;
- mesures encadrant l'usage des parachutes dorés et rémunérations différées des dirigeants d'entreprises[36] ;
- expérimentation du revenu de solidarité active (RSA).

Le coût fiscal des mesures du « paquet fiscal » devrait se chiffrer à plus de 10 milliards d'euros pour l'année 2008 et à 13 milliards d'euros par an à partir de 2009.

#### Loi de modernisation de l’économie
La loi de modernisation de l’économie (loi LME) a été présentée le 28 avril 2008 par la ministre de l'Économie Christine Lagarde et promulguée le 4 août 2008. Son coût est faible (estimé à 300 millions d'euros selon la ministre), la loi modernisant des règlementations en faveur de l'activité économique (délais de paiement, passage facilité des seuils de taille pour les entreprises, libéralisation du secteur de la grande distribution).

#### Revenu de solidarité active
Le gouvernement met en place le Revenu de solidarité active (RSA). Après une phase d'expérimentation, il devient effectif le 1er juin 2009.

#### Réaction à la crise financière
L'aggravation de la crise financière à partir du 15 septembre 2008, au cours de la Présidence française de l'Union européenne, a conduit le gouvernement et le Président à mener des discussions au niveau européen.
La crise financière provoqua un ralentissement économique, et le 4 décembre 2008,  le président de la République a annoncé un plan de relance de 26 milliards d'euros dans l'espoir de limiter les impacts de la crise. Le plan de relance doit être mis en œuvre par le nouveau ministère chargé de la Mise en œuvre du plan de relance créé le 5 décembre 2008 pour deux ans, avec Patrick Devedjian comme ministre.
Pour sauver les banques françaises qui se sont elles-mêmes mises en difficulté avant la crise, le gouvernement met en place un « plan de sauvetage des banques », qui passe par la mise à disposition de fonds remboursables. Cet emprunt sera, de fait, remboursé, à des rythmes différents selon l'état de détérioration individuel de chaque établissement. Ceux d'entre eux qui n'avaient pas besoin des fonds les utiliseront pour leurs propres opérations.
Le 26 février 2009, François Pérol, secrétaire général adjoint de l'Élysée, est nommé directeur de la banque BPCE.

#### Réduction des dépenses de l'État
Dans une lettre adressée au Premier ministre, le président de la République Nicolas Sarkozy annonce le 28 juin 2010 une réduction 10 % des dépenses de l'État en trois ans. Pour cela, il procède à la suppression de la garden-party de l'Élysée, des chasses présidentielles, de 10 000 véhicules et de 7 000 logements de fonctions, à la mise en place de sanctions en cas d'utilisation d'argent public à des fins personnelles par les ministres, etc.. Le plan de baisse d'effectifs des cabinets gouvernementaux, qui fixe pour plafond 20 collaborateurs pour les ministres et 4 pour les secrétaires d'État, entre en application début septembre.

### Social

#### Loi du25 juin 2008portant modernisation du marché du travail
La Loi portant modernisation du marché du travail a notamment abrogé le contrat nouvelles embauches (CNE) créé par une ordonnance de 2005 du gouvernement Villepin.

#### Loi sur la représentativité syndicale
Les lois portant sur « la rénovation de la démocratie sociale et la réforme du temps de travail » (loi no 2008-789 du 20 août 2008) et sur « le droit d'accueil pour les élèves des écoles maternelles et élémentaires pendant le temps scolaire » (loi no 2008-790 du 20 août 2008) ont été adoptées par le Parlement le 23 juillet 2008. La première change les règles de la représentativité syndicale et permet une remise en question des 35 heures au niveau des entreprises.

#### Lutte contre les discriminations
Yazid Sabeg est nommé Commissaire à la diversité et à l'égalité des chances le 17 décembre 2008.

### Éducation

#### Réforme des universités
La Loi relative aux libertés et responsabilités des universités (ou loi LRU), présentée par la ministre de l'Enseignement supérieur Valérie Pécresse, a été votée par le Parlement le 10 août 2007. Cette loi avait obtenu alors l'accord de l'UNEF en juin-juillet 2007 ainsi que des autres organisations étudiantes représentatives dont l'UNI. Un projet de décret sur le statut des enseignants-chercheurs a provoqué un mouvement de grève de ceux-ci en février et mars 2009.

#### Assouplissement de la carte scolaire
Les règles du système de la carte scolaire sont assouplies à la rentrée 2008.

### Droit et justice

#### Loi sur la récidive
La loi renforçant la lutte contre la récidive des majeurs et des mineurs du 10 août 2007 comporte trois mesures principales : instauration de peines minimales en cas de récidive (« peines plancher »), possibilité d'exclure l'excuse de minorité pour les récidivistes de plus de 16 ans, injonction de soins notamment pour les délinquants sexuels.

#### Réforme de la carte judiciaire
À partir d’octobre 2007, la garde des Sceaux, Rachida Dati, conduit une réforme de la carte judiciaire. En février 2008, la réforme est publiée dans le Journal officiel, signe de son adoption ; au 1er janvier 2011, 178 tribunaux d'instance et 23 tribunaux de grande instance auront été supprimés. Parallèlement, 7 tribunaux d'instance et 7 juridictions de proximité seront créés.

#### Loi sur les violences en bande
Le Parlement a adopté le 10 février 2010 la loi renforçant la lutte contre les violences de groupes et la protection des personnes chargées d'une mission de service public, qui crée un délit spécifique. Le Conseil constitutionnel n'a censuré que l'article 5, permettant de transmettre aux forces de l'ordre les images enregistrées par des caméras installées dans les parties communes, donc privatives, d'immeubles d'habitation.

#### Nouvelle loi sur la récidive
Le gouvernement annonce le 22 octobre 2009 un projet de loi tendant à amoindrir le risque de récidive criminelle, examiné en procédure accélérée. Adopté par le Parlement le 24 février 2010, celui-ci devrait modifier le régime de la surveillance de sûreté et de l'injonction de soins, en augmentant les possibilités d'imposer la castration chimique aux personnes condamnées pour agression sexuelle.

#### LOPPSI
La loi d'orientation et de programmation pour la performance de la sécurité intérieure (LOPPSI) est une loi concernant la sécurité sur les cinq ans à venir. Très large, elle englobe de nombreuses dispositions (filtrage du Web, mouchards informatiques, scanners corporels, etc.) et fut longuement débattue à l'Assemblée et dans la société civile.

#### Simplification du droit
Les lois de « simplification du droit » sont un euphémisme pour une vaste refonte entraînant des changements majeurs. Celle du 20 décembre 2007 a par exemple ouvert de vastes bénéfices au notariat, en interdisant la rédaction gratuite de l'acte de notoriété par un greffier.

### Secteur public

#### Loi sur le service minimum
Contrairement à ce qu'avaient annoncé les politiques et les médias, aucune loi n'a été votée sur le service minimum ; une loi a cependant été votée pour étendre le champ d'application du mécanisme de l'alarme sociale, expérimenté à la SNCF et la RATP depuis 2003, et qui avait permis de diminuer de 80 % le nombre de grèves. C'est une réforme souvent jugée « minimale », alors que le gouvernement bénéficiait d'un large soutien de l'opinion. Elle est entrée en vigueur en 2008.

#### Réformes des régimes spéciaux de retraite
En octobre et novembre 2007, le gouvernement a engagé la réforme des régimes spéciaux de retraite. Cette réforme est critiquée car elle n'aurait pas permis d'économies réelles pour l'État.

#### Réforme des collectivités territoriales
Depuis janvier 2008, le gouvernement a engagé une réforme des collectivités territoriales. Sur le plan fiscal, cette réforme est doublée d'une réforme de la fiscalité locale avec la suppression de la taxe professionnelle en 2009 lors de la loi de finance pour 2010, remplacée par de nouveaux prélèvements, en particulier la contribution économique territoriale.

### Immigration
La loi de maîtrise de l'immigration est adoptée le 23 octobre 2007.

### Affaires européennes
Nicolas Sarkozy a participé avec Angela Merkel à relancer le processus de validation du Traité de Lisbonne. Initialement opposé à l'adhésion de la Turquie, il a accepté l'ouverture de trois nouveaux chapitres de négociations.

### Politique étrangère
Le gouvernement de François Fillon défend le retour de la France dans le commandement intégré de l'OTAN. 

### Santé
La ministre de la santé Roselyne Bachelot a proposé la loi Hôpital, patients, santé et territoire (loi HPST), reprenant les recommandations du rapport Larcher.
L’arrêté du 5 mai 2009 fixant la composition du dossier et les modalités d'information des consommateurs prévues à l'article R. 1333-5 du code de la santé publique annule certaines dispositions du décret no 2002-460 du 4 avril 2002 relatif à la protection générale des personnes contre les dangers des rayonnements ionisants promulgué par le gouvernement Lionel Jospin.

## Affaires médiatiques
Au premier semestre 2010, alors qu'il met en place une politique de réduction des dépenses publiques, le gouvernement doit faire face à plusieurs révélations successives, souvent à l'initiative du Canard enchaîné, autour de la gestion des fonds publics et de privilèges. Ainsi, deux ans après l'affrètement par Christian Estrosi, secrétaire d'État à l'outre-mer, d'un avion privé pour 138 000 euros, Alain Joyandet, secrétaire d'État à la coopération, est épinglé pour une location à 116 000 euros d'un jet pour se rendre aux Antilles, plutôt que l'utilisation d'une ligne régulière. Christian Blanc, secrétaire d'État chargé du Grand Paris, est lui contraint sur demande de François Fillon, de rembourser les 12 000 euros dépensés par son ministère pour l'achat de cigares. 
Plusieurs ministres se voient reprocher leur appartement de fonction : Georges Tron, bénéficiaire depuis 1992 d'un appartement à loyer modéré de 118 m2 obtenu sur le contingent de la mairie de Paris ; Christian Estrosi qui dispose de deux appartements de fonction, un duplex de 50 m2 au ministère de l'Industrie et un logement de 60 m2, au dernier étage de l'hôtel de Seignelay (7e arrondissement) ; Fadela Amara, dont l'appartement de 120 m2, alloué pour ses fonctions, est occupé occasionnellement par sa famille, alors qu'elle avait, lors de sa nomination au gouvernement, refusé de quitter son logement social. En décembre 2007, Christine Boutin, ministre du logement, s'était séparé de son directeur de cabinet, Jean Paul Bolufer, bénéficiaire d'un appartement HLM de 190 m2. Alain Joyandet est lui soupçonné en juin 2010 d'avoir obtenu illégalement un permis de construire pour sa maison de Grimaud (Var), permis auquel il finit par renoncer. 
La révélation en juin 2010 de la mission de Christine Boutin sur « les conséquences sociales de la mondialisation », rémunérée 9 500 euros par mois et cumulée avec sa retraite de parlementaire de 6 000 euros mensuels, oblige l'ancienne ministre à abandonner ce complément de rémunération. François Fillon annonce l'abandon du cumul des salaires et des retraites parlementaires pour les ministres en exercice.
En pleine négociation sur le régime des retraites, le ministre du Travail Éric Woerth est soupçonné de conflit d'intérêts et de collusion lorsqu'il était chargé du Budget et dans le même temps trésorier de l'UMP, car proche de Patrice de Maistre, fiscaliste de la milliardaire Liliane Bettencourt, accusée de fraudes fiscales, et employeur de la femme du ministre, Florence Woerth.
Ces révélations conduisent à la démission, le 4 juillet 2010, d'Alain Joyandet et Christian Blanc.